# 2019년
2019년은 화요일로 시작하는 평년이다.

## 연호
- 일본(日本) 헤이세이(平成) 31년 / 레이와(令和) 원년

## 사건

### 1월
- 1월 1일
  - 문재인 대통령은 신년사에서 "돌이킬 수 없는 평화를 만들고 삶의 질 향상에 노력할 것"이라고 밝혔다.
  - 오전 6시 49분 경상북도 영덕군 동북쪽 29km 해역에서 규모 3.1의 지진이 발생했다.
  - 일본 도쿄 하라주쿠 다케시다 거리에서 신년 축하 행사 중에 난입한 경승용차의 폭주로 8명이 부상하는 사건이 일어났다.
  -  브라질의 자이르 보우소나루 대통령이 임기를 시작했다.
  -  카타르가 OPEC에서 탈퇴했다.
  - 오스트리아가 동성결혼을 허용하였다.
- 1월 2일
  - 강원도 양양군에서 산불이 확산되어 상평리 48가구 103명 대피명령이 내려졌다.
  - 강원도 원주시에 위치한 원주 중앙시장 1층 상가에서 화재가 발생하였으나 인명피해는 발생하지 않았다.
  - 경상북도 문경시에서 규모 2.2의 지진이 발생했다.
- 1월 3일
  - 대한민국 국가정보원은 조성길 이탈리아 주재 조선민주주의인민공화국 대사대리가 최근 망명을 타진한 사실을 확인했다고 밝혔다.
  - 2019년 구마모토 지진: 오후 6시 10분에 일본 구마모토현에서 규모 5.0의 지진이 발생했다.
- 1월 5일
  - 2018년 콘스탄티노폴리스-모스크바 분열: 콘스탄티노폴리스 총대주교는 동방 정교회의 계속되는 분열로 우크라이나 정교회에 독립을 부여하였다.
  - 폴란드의 방탈출 게임방에서 화재가 발생하여 10대 소녀 5명이 사망한 사건이 발생하였다.
  - 도널드 트럼프 미국 대통령은 미국-멕시코 국경지대에 장벽을 쌓기 위해 의회를 피해 국가비상사태를 선포하는 방안을 검토하고 있다고 언급했다.
- 1월 6일 - 아프가니스탄 북동부 지역에서 금광이 무너져 최소 30명이 사망하였다.
- 1월 7일
  - 미국과 중화인민공화국이 베이징에서 차관급 무역 협상을 개시하였다. 서로 관세를 부과하며 마찰을 빚어온 양국은 지난 2018년 12월 1일, 90일간 추가적인 관세 부과 등을 중단하고, 관련 협상을 하기로 합의한 바 있다.
  - 가봉에서 군부 쿠데타가 발생했으나 실패로 끝났다.
- 1월 8일
  - 중화인민공화국 시진핑 주석과 조선민주주의인민공화국의 김정은 국무위원장의 4차 정상회담이 베이징에서 진행되었다. 김정은 위원장은 7일부터 10일까지 체류할 것으로 알려졌다.
  - 중국 베이징에서 초등학생을 대상으로 테러가 일어나 어린이 20명이 부상당했으며, 그 중 3명은 중상을 입었다. 용의자는 현장에서 공안당국에 의해 체포되었다.
  - 세계 최대 규모의 가전 박람회인 2019 소비자 가전 전시회(CES, 세스)가 미국 네바다주 라스베이거스에서 열렸다. 2019년 행사는 1월 8일부터 1월 11일까지 진행된다.
- 1월 9일
  - 강제 징용 소송 판결에 따른 손해배상금 및 지연손해금과 관련하여, 신일철주금(과거 신일본제철)의 대한민국 내 자산 중 PNR(철강 부산물 재활용 업체, 자본금 규모 약 390억 5,000만원)의 주식 81,075주가 압류되었다. 1월 3일 압류 신청이 승인되었으나, 서류 송달이 지연되면서 9일 효력이 발생하게 되었다. 대법원 전원합의체는 지난 2018년 10월, 강제징용 배상 소송에서 원고측 4명의 손을 들어주며, 각각 1억원의 손해배상을 판결한 바가 있다.
  - 호주 멜버른에서 미국과 영국 대사관에 의심스러운 물건이 발견되었다.
  - 대한민국 문화재청이 낙화장, 장 담그기의 국가무형문화재 종목 지정(2018년 12월 27일)을 관보에 고시하였다.
- 1월 10일
  - 건양대학교가 캄보디아에서 봉사활동을 하다 학생 2명이 숨진 것과 관련해 오후 사고수습팀과 유가족을 현지로 급파하였다.
  - 경상북도 경주시 남남서쪽 5 km 지역에서 규모 2.5의 지진이 발생하였다.
- 1월 11일
  - 대한민국 양승태 전 대법원장이 직권남용권리행사방해 등 혐의로 피의자 신분으로 검찰에 출석하였다.
  -  스페인에서 프로테니스 대회의 승부를 조작한 프로테니스 선수 28명이 포함된 스포츠 경기 승부조작 일당 83명이 적발되었다.
  - 2018-2019년 미국 연방 정부 폐쇄: 미지급된 공무원 급여에 대하여, 셧다운 해제 이후에 소급하여 지급하는 법안이 하원에서 통과되었다. 해당 법안은 전날인 10일 상원에서 만장일치로 통과된 바 있다.
- 1월 12일
  - 쿠바 동부 지역에서 외국인 관광객을 태운 버스가 전복되는 사고로 7명이 사망하고 33명이 부상했다.
  - 2018-2019년 미국 연방 정부 폐쇄: 2018년 12월 22일 시작된 셧다운이 22일째를 맞으며 역대 최장 기간 기록을 새롭게 썼다. 이전 기록은 빌 클린턴 행정부 시절의 21일(1995년 12월 16일∼1996년 1월 5일)이다.
  - 프랑스  파리 시내의 한 빵집에서 폭발 사고가 발생, 소방관 2명을 포함하여 최소 3명이 숨지고 47명이 부상을 입었다. 가스 누출 신고를 받은 소방관들이 출동하여 조사하던 중 폭발 사고가 발생함에 따라, 폭발의 원인은 가스 누출로 추정되고 있다.
- 1월 14일
  - 천안 라마다 호텔 화재: 오후 4시 56분 충청남도 천안시 서북구 쌍용동 라마다 호텔 지하에서 화재가 발생했다. 그 과정에서 1명이 사망하고 3명이 중상 15명이 중경상을 입었다.
  - 이란의 항공사 사하 항공의 보잉 707 군용 화물기가 파트헤(Fath) 공항 인근에 추락해 탑승하고 있던 16명 중 최소 15명이 숨지고, 1명은 중상을 입었다.
  - 폴란드에서 그단스크 시장이 자선 콘서트 무대에서 테러 공격을 당해 사망하였다.
- 1월 16일
  - 아프리카 케냐 나이로비 도심에서 총격과 폭탄 테러가 발생, 최소 15명이 사망했다. 소말리아계 이슬람 극단주의 무장단체 알샤바브는 이번 테러를 자신들의 소행이라고 주장했다.
  - 영국에서 정부 불신임안이 부결되었다. 전날(15일) 브렉시트 합의안의 부결 직후, 제1야당인 노동당 제러미 코빈 대표가 하원에 불신임안을 제출하였다. 투표 결과 19표차(찬성 306표, 반대 325표)로 부결되었으며, 이에 따라 테리사 메이 총리는 정권을 유지하게 되었다.
- 1월 17일
  - 일본 남서부 규슈 가고시마현 구치노에라부지마(口永良部島)에 있는 신다케 화산이 폭발했다.
  - 프랑스에서 클로드 버나드 대학교의 화재로 3명이 부상당했다.
  - 김영철 조선민주주의인민공화국 조선로동당 중앙위 부위원장이 미국 워싱턴 D.C에 방문하였다. 김 부위원장은 미국의 마이크 폼페이오 국무장관과 2차 북미정상회담 개최에 대해 논의하기로 했다.
  - 오스트리아 알프스 호흐필젠에서 451 cm 강설량이 기록되었다.
- 1월 18일
  - 말레이시아 슬랑오르주 타만 곰박 리아 지역의 한 세탁소에서 임신한 고양이를 세탁물 건조기에 집어넣어 죽인 택시기사에게 법원이 징역 2년의 실형을 선고했다.
  - 미국 백악관이 도널드 트럼프 미국 대통령과 김영철 조선민주주의인민공화국 조선로동당 중앙위 부위원장이 90분간 백악관에서 면담하였으며, 2월 말에 2차 북미정상회담을 개최할 예정이라고 밝혔다. 양측은 지난해 2018년 6월 12일, 싱가포르에서 첫 북미정상회담을 가진 바 있다.
  - 미국의 전기자동차 기업인 테슬라가 실적부진으로 정규직 직원의 약 7%에 해당하는 3000여 명을 감원할 것이라고 밝혔다. 나스닥 시장에서 테슬라의 주가는 약 13% 급락하였다.
  - 멕시코 이달고주를 지나는 송유관에서 폭발 사고가 발생하였다. 지역 당국은 최소 66명이 숨지고, 76명 이상이 부상을 입었다고 밝혔다. 국영 석유회사 페멕스(Pemex)는 송유관에 구멍을 내 연료를 훔치는 과정에서 사고가 발생하였다고 밝혔다.
- 1월 20일
  - 대한민국 경기도 안산시, 경상북도 대구광역시에서 20 ~ 30대 성인 8명, 영유아 8명이 홍역에 걸린 것으로 확진되었다.
  - 이스라엘과 차드가 47년 만에 외교 관계를 복원하였다. 이스라엘의 베냐민 네타냐후 총리가 차드의 수도 은자메나를 방문, 이드리스 데비 대통령과 회담을 갖고, 외교 관계 복원 및 기타 협정에 서명하였다. 차드는 1972년 이스라엘과 단교하였다.
- 1월 21일 - 말리에서 UN평화유지군이 피습당해 10명이 사망하고 25명이 부상을 입었다.
- 1월 22일
  - 이스라엘의 시리아 주둔 이란군에 대한 공습으로 11명이 사망하는 사건이 발생하였다.
  - 케르치 해협에서 2척의 선박에 화재가 발생하면서 최소 11명의 선원이 사망하는 사건이 발생하였다.
  - 미국의 가수 크리스 브라운과 2명의 동료들은 강간과 마약 혐의로 프랑스 경찰에 체포되었다.
- 1월 23일 - 2018-2019년 미국 연방 정부 폐쇄: 낸시 펠로시 하원 의장이 국회의사당에서 도널드 트럼프 대통령의 국정 연설은 연방 정부 폐쇄 이후라며, 대통령 국정 연설을 거부한다고 밝혔다. 이에 대하여 트럼프 대통령이 29일 예정대로 연설할 것이라고 밝혔으며, 이에 대하여 펠로시 하원 의장은 합의에 의한 날짜로 연기하거나, 서면으로 대체되어야 한다며 거부하였다.
- 1월 24일
  - 2018-2019년 미국 연방 정부 폐쇄: 상원 표결에서 도널드 트럼프 대통령의 타협안을 담아 공화당이 제출한 예산안과 민주당이 제출한 예산안이 모두 부결되었다. 각 예산안은 가결 정족수 60표를 넘지 못하였다.
  - 사우스 오스트레일리아 46.6도, 1939년 이후 가장 높은 최대 온도에 도달하였다.
- 1월 26일
  - 2019년 브라질 댐 붕괴 사고: 브라질 벨루오리존치 브루마지뉴 지역에서 3개 광산 댐이 붕괴되어 흙더미가 주변 마을을 덮쳤다. 이로 인하여 최소 200~300명이 실종되었으며, 가옥 수백채가 침수되었다. 현장에서 시신 9구가 발견되었다.
  - 인도네시아 술라웨시에서 홍수와 산사태로 인한 피해로 59명이 사망하고 실종자가 25명 수천명의 이재민이 발생하였다.
- 1월 27일 - 필리핀 남부 홀로섬의 가톨릭 성당 인근에서 연쇄 폭탄 테러로 인하여 20명 사망하고 111명 부상당하는 사건이 있었다. 당국은 이슬람 극단주의 무장조직 아부 사야프 소행일 가능성을 높게 보고 있다.
- 1월 28일 - 브루마지뉴 댐 붕괴 사고: 브라질 당국은 추가로 다른 댐이 붕괴 사고가 우려가 된 가운데 생존자 수색을 중단하였다.

### 2월
- 2월 1일 - 북아메리카 지역에서 극소용돌이(polar vortex) 의한 강력한 한파가 발생, 지금까지 최소 21명이 숨졌다.
- 2월 2일 - 예천군의회 해외연수 추태 사건의 물의를 빚은 박종철과 권도식 의원이 예천군의회에서 제명되었다.
- 2월 3일
  -  엘살바도르에서 대통령 선거가 실시되었다.
  - 프란치스코 교황이 아랍에미레이트 수도 아부다비를 방문하였다. 교황의 아라비아 반도 방문은 역사상 처음이다. 교황은 4일 열리는 종교 간 교류 촉진을 주제로 한 국제 회의에 참석한다.
- 2월 4일 - 독일의 항공사인 게르마니아가 파산 신청을 하고, 운영을 중단하였다.
- 2월 5일
  - 프랑스 파리의 한 아파트에서 방화로 추정되는 화재가 발생, 최소 8명이 숨지고, 30여 명이 부상을 입었다.
  - 2019년 북미정상회담: 도널드 트럼프 미국 대통령은 의회 연설 자리에서, 차기 북미정상회담은 오는 27일과 28일 양일간 베트남에서 진행할 것이라고 밝혔다. 트럼프 미국 대통령과 조선민주주의인민공화국 김정은 국무위원장의 정상 회담은 2018년 북미정상회담 이후 약 8개월 만이다.
- 2월 6일 - 튀르키예 이스탄불의 한 아파트가 붕괴하면서 최소 2명이상이 숨졌다.
- 2월 8일 - 2019년 북미정상회담
  - 도널드 트럼프 미국 대통령은 2월 27일·28일 회담이 진행될 장소는 베트남의 수도인 하노이라고 밝혔다.
  - 이번 회담개최지 발표(국가: 22일 전(2월 5일), 도시:19일 전)는 2018년 북미정상회담(33일 전) 보다 2주가량 늦어졌다.
- 2월 9일
  - 미국 서부에 눈 폭풍 마야(Maya)가 상륙하면서, 얼어 죽는 사람이 발생하고, 5만 여 가구에 정전, 항공기 결항 등의 피해가 잇따랐다. 이에 제이 인즐리 워싱턴주 주지사는 비상사태를 선포하였다.
  - 노란 조끼 운동: 수도 파리를 비롯한 프랑스 전역에서 13번째 집회가 열렸다. 노란 조끼 운동은 유류세 인하 요구 시위로 시작되었으며, 조세 개혁 및 에마뉘엘 마크롱 대통령의 사임을 요구하는 시위로 확대되었다. 2018년 11월 전국단위의 집회가 열리기 시작된 이래로, 매주 토요일 집회가 열리고 있다.
- 2월 14일
  - 서울특별시 중구 을지로4가 철물점에서 화재가 발생하였다.
  - 아마존닷컴은 미국 뉴욕의 퀸스에 예정했던 제2본사 계획을 취소한다고 밝혔다. 다만 버지니아주 알링턴에 예정한 제2본사 및 테네시주 내슈빌의 물류센터 계획 등은 그대로 진행한다고 밝혔다. 앞서 아마존 측은 제2본사 등의 유치 신청을 받아, 2018년 11월 대상 도시를 확정한 바 있는데, 2018년 중간 선거에서 당선된 알렉산드리아 오카시오코르테스 등의 지역 정치인 및 사회 운동가들의 강한 반대에 부딪힌 것으로 알려졌다.
- 2월 15일 - 쿠릴 열도 분쟁: 일본에서 아이누족을 홋카이도의 원주민으로 인정·지원하는 법률이 통과 되었다. 앞서 2018년 12월, 러시아 블라디미르 푸틴 대통령은 쿠릴 열도의 아이누족을 원주민으로 인정한다는 의사를 밝힌 바 있다.
- 2월 16일 - 조선민주주의인민공화국 김정은 국무위원장이 27일과 28일로 예정된 북미정상회담에 앞서, 25일 베트남에 도착해 응우옌푸쫑 주석과 만날 예정인 것으로 알려졌다.
- 2월 18일 - 스텔라 데이지호 침몰 사고: 대한민국 외교부는 2년 전 침몰한 스텔라 데이지호의 항해기록저장장치(Voyage data recorder, VDR)가 회수되었다고 밝혔다.
- 2월 19일
  - 2019년 북미정상회담: 미국 국무부는 대북 특별대표 스티븐 비건(Steve Biegun)이 정상 회담 실무 준비를 위하여 베트남 하노이로 출발하였다고 밝혔다.
  - 2020년 미국 대통령 선거, 2020년 미국 대통령 선거 민주당 후보 경선: 버니 샌더스 상원 의원이 차기 대선에 출마한다고 발표하였다. 샌더스는 2016년 민주당 경선에 참여하였으나, 힐러리 클린턴에 밀려난 바 있다.
- 2월 20일 - 대한민국 병무청은 현역 입영 및 예비군 동원훈련 통지를 비롯한 병역 정보를 병무청 앱과 카카오톡 알림톡으로 제공한다고 밝혔다. 병무청은 모바일 서비스를 개선하여 지원병 모집일정을 비롯하여 예비군 훈련 연기, 훈련장의 날씨나 숙박·식당 정보 등을 제공할 것이라고 설명하였다. 또한 통지서 발송에 필요한 등기우편 비용이 향후 5년간 약 12억원이 절감될 것으로 분석하였다.
- 2월 21일
  - 인도의 나렌드라 모디 총리가 대한민국을 국빈 방문하였다. 모디 총리는 2월 22일 청와대에서 대한민국 문재인 대통령과 정상 회담을 갖는다. 대한민국과 인도는 지난 2010년 대한민국-인도 포괄적 경제동반자 협정을 체결한 바 있다.
  - 대한민국 대법원 전원합의체가 육체노동의 정년을 65세로 상향하는 판결을 내렸다. 1989년 12월, 당시 대법원 전원합의체는 55세에서 60세로 상향한 바 있으며, 약 30년 만의 상향이다.
- 2월 22일
  - 페루와 에콰도르 국경 지역에서 규모 7.5의 지진이 발생하였다.
  - 미국 테네시주 전역에서 폭우로 인한 홍수가 발생하였다.
- 2월 23일 - 2019년 북미정상회담: 조선민주주의인민공화국 김정은 국무위원장이 전용열차편으로 평양을 출발하였다.
- 2월 24일
  - 몰도바에서 의회 선거가 실시되었다.
  - 세네갈에서 대통령 선거가 실시되었다.
  - 쿠바에서 헌법 국민 투표가 실시되었다.
  - 방글라데시에서 여객기 납치 시도가 있었다. 수도 다카의 샤잘랄 국제공항에서 출발해 두바이 국제공항으로 향하던 비맘 방글라데시 항공 소속 여객기가 출발 40여 분만에 치타공의 샤아마나트 국제공항 착륙하였으며, 이후 모든 탑승객(승객 143명과 승무원 7명)은 무사히 탈출하였다. 경찰특공대와의 총격을 벌인 용의자는 부상을 입고 병원으로 이송되던 중 사망하였다.
  - 도널드 트럼프 미국 대통령은 트위터를 통하여, 중화인민공화국과의 무역협상이 상당히 진전하였으며 3월 1일로 예정된 관세 인상 시한을 연장할 것임을 시사하였다. 또한 무역 협상의 진전을 전제로 시진핑 중화인민공화국 주석과의 정상회담도 추진할 것이라고 덧붙였다. 양측은 상호간의 관세 부과로 분쟁을 겪다가 지난 2018년 12월 1일, 90일간 무역 분쟁을 중단하고 관련 협상을 하기로 한 바 있다.
- 2월 27일 - 자유한국당 제3차 전당대회에서 황교안이 당대표로 선출되었다.
- 2월 27일 ~ 2월 28일 - 제2차 북미정상회담이 베트남의 수도 하노이의 소피텔 레전드 메트로폴 하노이 호텔에서 열렸다.

### 3월
- 3월 1일 - 3.1절 100주년을 맞이했다. 또한 유관순 열사에게 건국훈장 대한민국장이 추서됐다.
- 3월 14일 - ● 서울 지하철 7호선 도봉산역과 수락산역 사이 터널에서 전동차가 탈선하는 사고가 발생했다.
- 3월 15일 - 뉴질랜드 크라이스트처치에 있는 모스크에서 극우 테러리스트가 저지른 총기 난사 사건으로 51명이 사망하였다.

### 4월
- 4월 1일
  - 대형마트에서 1회용 비닐봉투 사옹 금지가 되었다.
  - 일본의 새 연호인 레이와(令和)가 공개되었다.
- 4월 3일 - 4.3 재보궐 선거가 실시되었다.
- 4월 4일 - 2019년 강원도 산불 - 강원도 인제군지역을 시작해서 고성군과 속초시, 강릉시와 동해시 지역에서 산불이 발생했다.
- 4월 11일
  - 낙태죄가 헌법재판소에서 66년만에 헌법불합치 판결이 내려졌다. 이로써 낙태죄가 역사속으로 사라지게 되었다.
  - 자사고, 일반고 동시선발은 합헌, 이중지원 금지는 위헌결졍이 내려졌다.
  - 대한민국 제19대 대통령 문재인과 미국 도널드 트럼프 대통령이 미국 워싱턴 D.C.에서 한미정상회담이 개최되었다.
- 4월 15일
  - 금호아시아나그룹이 아시아나항공을 매각한다고 발표하였다.
  - 프랑스 파리(현지시간) 노트르담 대성당에서 보수공사 도중 대형화재가 발생하였다.
- 4월 17일 - 진주 가좌주공아파트 방화 살인 사건 - 경상남도 진주시 가좌동 주공3차 아파트에서 용의자 안인득이 아파트에 불을 지르고, 주민에게 무차별 흉기를 휘둘러 12세 초등학생을 포함해 5명이 사망하고, 15명이 부상을 입었다.
- 4월 18일 - 서울지하철 5호선 군자역 ~ 강동역 구간에서 전차선이 단전되어 열차운행이 전면 중단되는 사고가 발생하였다.
- 4월 19일 - 강원도 동해시 북동쪽 54 km 해역에서 규모4.3의 지진이 발생하였다.
- 4월 21일 - 스리랑카에서 연쇄폭탄 테러가 발생하여 253명이 숨지고 500명 이상이 다쳤다.
- 4월 22일 - 서울특별시교육청은 유치원 개학연기 사건으로 물의를 일으킨 한국유치원총연합회에 대하여 설립허가 취소결정을 내렸다.
- 4월 30일 - 아키히토 일본 제125대 천황이 퇴위함으로써 헤이세이시대는 막을 내렸다.

### 5월
- 5월 1일 - 나루히토가 일본 제126대 천황으로 즉위하였으며, 레이와 시대가 막이 올랐다.
- 5월 16일 - 중국 정부는 위키백과 접속을 전면 차단했다.
- 5월 17일 - 아시아 최초로 대만이 동성결혼을 허용하였다.
- 5월 23일 ~ 5월 26일 - 유럽 의회 선거가 실시되었다.
- 5월 28일 -  일본 가와사키시 노보리토에서 흉기 난동이 발생, 최소 3명이 숨지고, 13명이 부상을 입었다.
- 5월 29일 - 헝가리 부다페스트 도나우강에서 허블레아니호 침몰 사고가 발생하였다. 이 사고로 여행중인 한국인 33명 가운데 25명이 사망하고 1명이 실종되었다.
- 5월 31일 - 현대중공업이 주주총회에서 법인분할이 승인되어, 법인 물적이 분할되었으며, 이 과정에서 주주총회 장소가 울산대학교로 변경되고, 기습적으로 통과되어 경찰과 노조원과 회사원과 격렬한 충돌이 되었으며 일부 집기가 파손되었다.

### 6월
- 6월 4일 - 서울 강서구 PC방 살인 사건 용의자 김성수가 1심에서 징역 30년형을 선고받았다
- 6월 9일 - 홍콩에서 중화인민공화국이 추진중인 홍콩 범죄인 인도법 반대시위를 시작하였다.
- 6월 18일 - 일본 야마가타현 서북서쪽 83 km 지점에서 규모 6.7의 지진이 발생하였다.
- 6월 28일 -  일본 오사카에서 2019년 오사카 G20 정상회의가 열렸다.
- 6월 30일 - 판문점에서 남북미 세정상(대한민국 문재인대통령, 조선민주주의인민공화국 김정은국무위원장, 미국 도널드 트럼프대통령)이 회담을 가졌다.

### 7월
- 7월 2일 - 태평양, 칠레, 아르헨티나 등에서 개기일식이 관측되었다.
- 7월 18일 - 일본 교토부 교토시 후시미구 (日本国 京都.京都市 伏見区. 大瀬戸)에서 일본의 유명 애니메이션 회사인 교토 애니메이션 (京都アニメーション、쿄애니, 京アニ)이 40대 남성의 방화로 33명이 사망했다. 이에 따라 교토애니메이션 전 계획 및 예정이 중단 및 연기 되었다.
- 7월 23일 - 러시아 군용기가 독도 상공의 영공을 침범, 대한민국 공군 전투기가 출격하여 경고사격 하였다.[1]
- 7월 26일 - 서울월드컵경기장에서 K리그 올스타와 유벤투스 FC간의 친선경기가 열렸다.

### 8월
- 8월 2일 - 일본이 대한민국에 대하여 화이트리스트(수출우대국가) 목록에서 제외하였다.
- 8월 22일 - 대한민국이 지소미아(한일군사정보보호협정) 종료 및 파기를 결정하였다.
- 8월 29일 - 박근혜-최순실 게이트로 구속된 박근혜 前대통령, 최순실, 이재용에 대하여 상고심에서 파기환송 되었다. 이 과정에서 이재용이 최순실에게 제공한 말 3마리가 뇌물로 인정한다고 판단하였다.

### 9월
- 9월 6일 - 조국 법무부장관 후보자 인사 청문회가 국회에서 열렸다.
- 9월 7일 - 태풍 링링이 한반도에 상륙하였다.
- 9월 17일
  - 경기도 파주시 한 돼지농가에서 아프리카돼지열병이 국내 처음으로 확산되었다.
  - 경상남도 거제시 장목면 유호리에 있는 청해대(저도)가 47년 만에 민간에 시범 개방되었다.
- 9월 22일 - 태풍 타파가 한반도에 상륙하였다.
- 9월 28일 - 울산광역시 동구 염포부두에 정박해 있던 석유화학운반선에서 화재가 발생했다.

### 10월
- 10월 1일
  - 화성 연쇄 살인 사건 범인 이춘재가 모든 범행을 시인하였고 자백을 하였다.
  - 중화민국 난팡아오에 항구 선착장에 있는 아치형 다리가 무너져 2명이 사망하고 20명이 부상당했다.
- 10월 2일 - 태풍 미탁이 한반도에 상륙하였다.
- 10월 9일 -  튀르키예가 시리아 동북부를 침공하기 시작됐다.
- 10월 14일 - 대한민국 가수 설리가 사망하였다.
- 10월 15일 - 조선민주주의인민공화국 평양 김일성경기장에서 대한민국과 조선민주주의인민공화국간의 2022년 FIFA 월드컵 아시아 지역 2차 예선 3차전이 열렸다.
- 10월 22일 - 나루히토가 제126대 일본 천황으로 즉위하였다.
- 10월 25일 - 대한민국이 WTO 개발도상국 지위를 포기하기로 결정하였다.
- 10월 26일 - 호주 노던 준주 울루루의 등반이 영구적으로 금지되었다.
- 10월 27일
  - 도널드 트럼프 미국 대통령은 IS 지도자 아부 바크르 알바그다디가 시리아 북부 이들립 지역에서 미군 특수부대의 작전과정에서 폭탄을 터트려 자폭하여 사망하였다고 발표하였다.
  - 경상남도 창녕군에서 규모 3.4 지진이 발생하였다.

### 11월
- 11월 5일 - 켄터키주, 루이지애나주, 미시시피주 주지사 3명과 시카고, 댈러스, 덴버, 휴스턴 등을 포함한 13개 시의 시장 등을 선출하는 2019년 미국 선거가 실시되었다.
- 11월 10일 - 신천지 예수교 증거장막성전에서 103,674명의 수료생과 함께 10만 수료식을 개최했다. 당시 교인 수가 급감하던 기독교 사회에서 1년만에 단일교단 10만명 성장이라는 기염을 토했다.
- 11월 24일 - 대한민국 가수 구하라 사망
- 11월 25일 ~ 11월 26일 - 대한민국 부산에서 한-아세안 특별정상회의가 개최되었다.
- 11월 27일
  - 대한민국 부산에서 한-메콩 정상회의가 개최되었다.
  - 진주 가좌주공아파트 방화 살인 사건 용의자 안인득이 1심에서 사형을 선고받았다.

### 12월
- 12월 20일 - 미국 우주군이 창설되었다.
- 12월 26일 - 남아시아에서 관측가능한 금환일식이 발생하였다.
- 12월 27일 -  카자흐스탄에서 여객기가 이륙 직후 추락해 15명의 사망자가 발생하였고 인근 건물까지 피해를 입었다
- 12월 31일 -  중국 우한시에서 코로나19 확진자 발생.

## 문화
- 1월 1일
  - 소니보노 저작권 연장법(Sonny Bono Copyright Term Extension Act) 이후 처음으로 음원을 제외하고, 1923년에 발표된 모든 작품들(영화, 음악, 문학, 예술)이 미국에서 퍼블릭 도메인으로 들어갔다.
  - 뉴 허라이즌스가 카이퍼 대에 있는 소행성 울티마 툴레를 UTC 5시 33분에 접근통과(flyby)하였다.
- 1월 3일 - 인류 최초로 달 뒷면에 중국의 창어 4호가 착륙하였다.
- 1월 5일 - 2019년 AFC 아시안컵이 아랍에미리트에서 개막하였다.
- 1월 7일 - 다음 아고라 서비스가 종료되었다.
- 1월 8일
  - 삼성전자가 기존 마이크로LED 대비 1/15 크기의 소자가 사용된 75형 스크린 및 모듈러 TV 더 월 등을 공개하였다.
  - LG전자가 필요에 따라 화면을 종이처럼 말수 있는 롤러블TV 등을 공개하였다.
  - 인텔이 자사의 차세대 마이크로아키텍처인 서니 코브(Sunny Cove) 및 10 nm(나노미터) 공정을 적용한 중앙 처리 장치(CPU) 등을 공개하였다.
- 1월 9일 - 원어스가 《LIGHT US》로 데뷔하였다.
  - 같은날 베리베리가 데뷔하였다. 공식적으로는 다음날인 1월 10일에 《Mnet 엠카운트다운》을 통해 데뷔하였다.
- 1월 13일 - 영국의 신문 가디언지가 기존의 폴리에틸렌 포장지를 생분해가 되는 감자 녹말 재질의 포장지로 바꾼다고 밝혔다.
- 1월 21일 - 고종황제 서거 100주년.
  - 《FNC엔터테이먼트》 소속 7인조 걸그룹 체리블렛이 데뷔하였다.
- 1월 25일
  - 한국도로공사가 관리하는 전국 고속도로의 모든 휴게소에 포함 졸음 쉼터에 무료 와이파이를 설치하였다.
  - 한국은행 기준금리: 한국은행이 기준금리 1.75%를 유지한다고 밝혔다. 한국은행 기준금리는 지난 2018년 11월 30일 0.25%가 인상된 바 있다.
- 1월 29일 - 대한민국의 천리안 위성 2A호가 첫 영상 수신에 성공하였다.
- 2월 1일 - 2019년 AFC 아시안컵
  - 카타르가 일본을 3대 1로 꺾고 우승을 차지하였다. 카타르의 첫 AFC 아시안컵 우승이다.
  - 최우수 선수로는 카타르의 알무이즈 알리가 선정되었고 알리는 최다골(9골)을 기록하며 카타르 우승에 기여하였다.
- 2월 2일 - 대한민국의 설날(구정)연휴
- 2월 3일 - 제53회 슈퍼볼에서 뉴잉글랜드 패트리어츠가 로스앤젤레스 램스를 13대 3으로 꺾고 우승하였다. 뉴잉글랜드의 통산 6번째 우승이다.
- 2월 6일 - 대한민국의 영화 흥행 기록: 영화 《극한직업》의 관객 수가 개봉 15일 만에 1,000만 명을 넘어섰다. 역대 23번째이다. 코미디 영화로는 6년 전(2013년) 개봉한 《7번방의 선물》이어 두 번째이다.
- 2월 8일 - 2.8 독립선언 100주년
- 2월 12일 - 《JYP엔터테이먼트》 소속 5인조 걸그룹 있지가 데뷔하였다.
- 2월 19일 - 메이저 리그 야구 선수인 CC 사바시아가 2019년 시즌을 끝으로 은퇴한다고 밝혔다. 뉴욕 양키스 소속 좌완 투수인 사바시아는 통산 246승으로, 바톨로 콜론(247승)에 이어 현역 다승 2위(좌완 투수 중 다승 1위)를 기록 중이다.
- 2월 20일
  - 코믹 메이플스토리가 100권을 마지막으로 완결이 났다.
  - 삼성전자가 처음 내놓은 무선 이어폰인 삼성 갤럭시 버즈가 첫 출시되었다.
- 2월 21일 - 삼성전자가 새로운 스마트폰인 갤럭시 폴드를 공개하였다. 기기를 펼치면 안쪽에 넓은 화면이 탑재된 인폴딩(Infolding) 방식을 채택하였다.
- 2월 24일
  - 화웨이가 새로운 스마트폰인 메이트X를 공개하였다. 아웃폴딩(Out-folding) 방식을 채택하였으며, 2월 21일 삼성전자가 공개한 제품과는 달리, 기기 외장에 넓은 화면이 탑재되어 있으며, 이를 펼쳐서 사용할 수 있다.
  - 대한민국의 스켈레톤 선수인 윤성빈이 국제 봅슬레이 스켈레톤 연맹(ISBF) 주관의 2018-2019 스켈레톤 월드컵 8차 대회에서 금메달을 땄다.
- 3월 1일
  - 대한민국 3·1 운동 100주년
  - 대한항공 설립 50주년
- 3월 4일 - 《빅히트 뮤직》 소속 대한민국의 5인조 다국적 보이그룹 투모로우바이투게더가 데뷔하였다.
- 3월 10일 - 귀주대첩 승전 1000주년.
- 3월 18일 - 창원NC파크 개장.
- 3월 20일 - 정부조사단은 2017년 11월 15일에 발생했던 포항 지진이 지열발전에 따른 '촉발지진'이라고 발표하였다.
- 3월 21일 - 《웨에화엔터테이먼트》 소속 6인조 걸그룹 에버글로우가 데뷔하였다.
- 3월 23일 - 2019년 KBO 리그가 개막하였다.
- 4월 3일 - 5세대 이동 통신: 대한민국에서 5세대(5G) 이동 통신이 세계최초로 상용화되었다.
- 3월 31일 - 경원선 통근열차(동두천역~백마고지역)가 ● 수도권 전철 1호선 연장공사로 인해 운행이 잠정중지 되었다.
- 4월 4일
  - 북대서양 조약 기구(NATO, 나토)가 창설 70주년이 되었다.
  - 천사대교가 개통되었다.
- 4월 11일 - 대한민국 임시정부 수립 기념일 100주년.
- 4월 13일 - 전북극동방송이 개국하였다.(주파수 FM 91.1㎒) (호출부호 및 출력 : HLEN-FM 1KW)
- 4월 21일 - 한국프로농구 KBL 챔피언 결정전 5차전에서 울산 현대모비스 피버스가 인천 전자랜드 엘리펀츠를 92대 84로 꺾고 시리즈 전적 4승 1패로 2015년 이후 4년만에 통산 7번째 우승을 달성하였다.
- 4월 24일 - SBS 모바일 24 개국.
- 5월 4일 - 5.4 운동 100주년.
- 5월 14일 ~ 5월 18일 - 유로비전 송 콘테스트 2019가 이스라엘 텔아비브에서 열렸다.
- 5월 17일 - 안심역~하양역을 잇는 대구 도시철도 1호선 하양 연장 사업이 착공에 들어갔다.
- 5월 25일 - 칸영화제에서 봉준호 감독의 기생충이 한국영화 최초로 황금종려상을 수상하였다.
- 5월 29일 -미국에서 고질라 킹 오브 몬스터가 개봉하였다.
- 5월 30일 ~ 7월 14일 - 2019년 크리켓 월드컵이 잉글랜드와 웨일즈의 9개 도시 10개 경기장에서 개최되었다. 오프닝 시합과 결승전은 런던에서 진행되며, 결승전은 런던의 Lord's Cricket Ground에서 열렸다.
- 6월 1일 ~ 6월 30일 - 2019년 FIFA 여자 월드컵이 프랑스에서 개최되었다.
- 6월 4일 -  중국이 2023년 AFC 아시안컵의 개최지로 확정되었다.
- 6월 14일 ~ 7월 7일 - 2019년 코파 아메리카가 브라질에서 개최되었다.
- 6월 15일 ~ 7월 7일 - 2019년 CONCACAF 골드컵이 개최되었다.
- 6월 15일 - 대한민국 U-20 축구 국가대표팀이 폴란드에서 열린 2019 U-20 월드컵에서 준우승을 달성하였다.
- 6월 24일 - 2026년 동계 올림픽의 개최지가  이탈리아 밀라노, 코르티나담페초로 선정되었다.
- 7월 1일 - 충청북도 진천군 덕산면이 덕산읍으로 승격하였다.
- 7월 6일 - 대한민국 서원이 유네스코 세계문화유산에 등재되었다.
- 7월 12일 ~ 7월 28일 - 2019년 세계 수영 선수권 대회가  대한민국 광주광역시에서 개최되었다.
- 8월 7일 - 삼성전자가 갤럭시노트10 5G를 공개하였다. 노트 시리즈 가운데 처음으로 6.3인치와 6.8인치 2가지로 출시되었으며, 더 강력해진 S펜의 기술을 선보였다.
- 8월 14일 - 리니지2가 '데스나이트' 업데이트와 함께 부분유료화로 전환되었다.
- 8월 15일 - 대한민국의 광복절 74주년
- 9월 5일 - 광주 도시철도 2호선 1단계 구간이 착공되었다.
- 9월 9일 - 수도권 전철 ● 신안산선이 착공되었다.
- 9월 25일 - 중국 베이징 다싱 국제공항이 개항되었다.
- 9월 27일 ~ 10월 6일 - 2019년 세계 육상 선수권 대회가  카타르 도하에서 개최되었다.
- 9월 28일 - ● 김포 도시철도가 개통되었다.
- 10월 4일 ~ 10월 10일 - 서울특별시에서 제100회 전국체육대회가 개최되었다.
- 10월 5일 - 한국프로농구 2019-20가 개막되었다.
- 10월 12일 - V-리그 2019-20가 개막되었다.
- 10월 23일 - 일본 프로 야구 일본 시리즈 4차전에서 후쿠오카 소프트뱅크 호크스가 요미우리 자이언츠를 4대 3으로 꺾고 시리즈 전적 4승으로 통산 10번째 우승을 달성하였다. 2017년 일본 시리즈, 2018년 일본 시리즈에 이은 3연패이다.
- 10월 26일 - KBO 리그 한국시리즈 4차전에서 두산 베어스가 키움 히어로즈를 11대 9로 꺾고 시리즈 전적 4승으로 2016년 이후 3년만에 통산 6번째 우승을 달성하였다.
- 10월 31일
  - 메이저 리그 베이스볼 월드 시리즈 7차전에서 워싱턴 내셔널스가 휴스턴 애스트로스를 6대 2로 꺾고 시리즈 전적 4승 3패로 1969년 창단 이후 50년만에 통산 1번째 우승을 달성하였다.
  - 중앙선 복선전철 죽령터널이 완전 개통되었다.
- 11월 14일 - 2020학년도 대학수학능력시험이 실시되었다.
- 11월 30일 ~ 12월 15일 - 2019년 세계 여자 핸드볼 선수권 대회가 일본에서 개최되었다.
- 12월 12일 - 2019 영국 총선(2019 UK general election)
- 12월 17일 - 대한민국 Gugak TV가 개국하였다.
- 12월 21일
  - KBS 연예대상에서 슈퍼맨 아빠들(도경완, 문희준, 박주호, 샘 해밍턴, 홍경민)이 대상수상 하였다.
  - ● 서울 지하철 6호선 신내역이 개통되었다.
- 12월 23일 - ● 수도권 전철 8호선 남위례역이 착공되었다.
- 12월 28일 - SBS 연예대상에서 유재석이 대상수상하였다.
- 12월 29일 - MBC 방송연예대상에서 박나래가 대상수상하였다.
- 12월 30일 - MBC 연기대상에서 김동욱이 대상수상하였다.
- 12월 31일
  - SBS 연기대상에서 김남길이 대상수상하였다.
  - KBS 연기대상에서 공효진이 대상수상하였다.

## 탄생
- 5월 6일 - 서식스 공작 해리 왕자의 아들 아치 마운트배튼윈저

## 사망

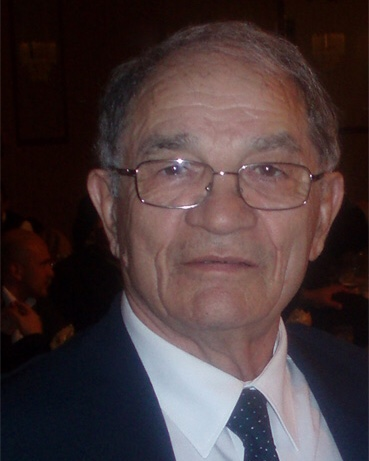
드라고슬라브 셰쿨라라츠

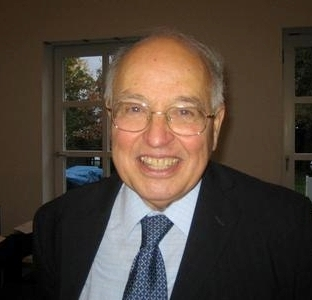
마이클 아티야

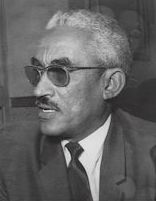
바비케르 아와달라

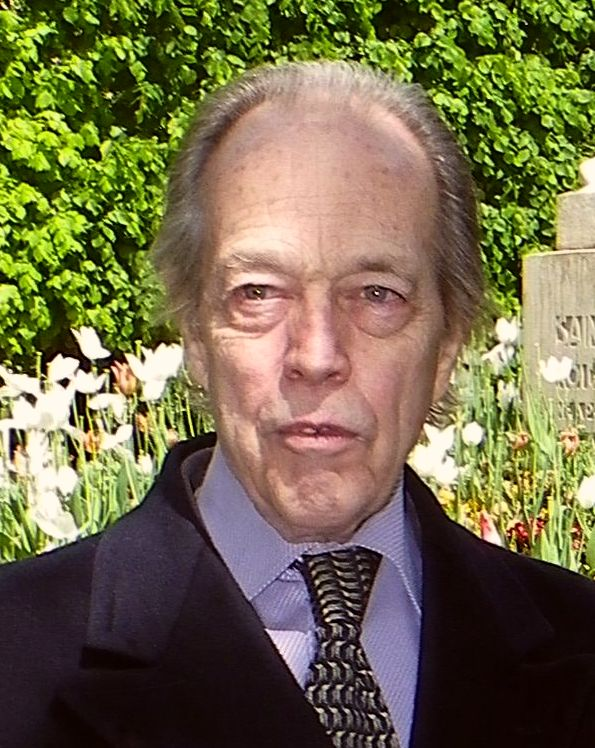
앙리 도를레앙

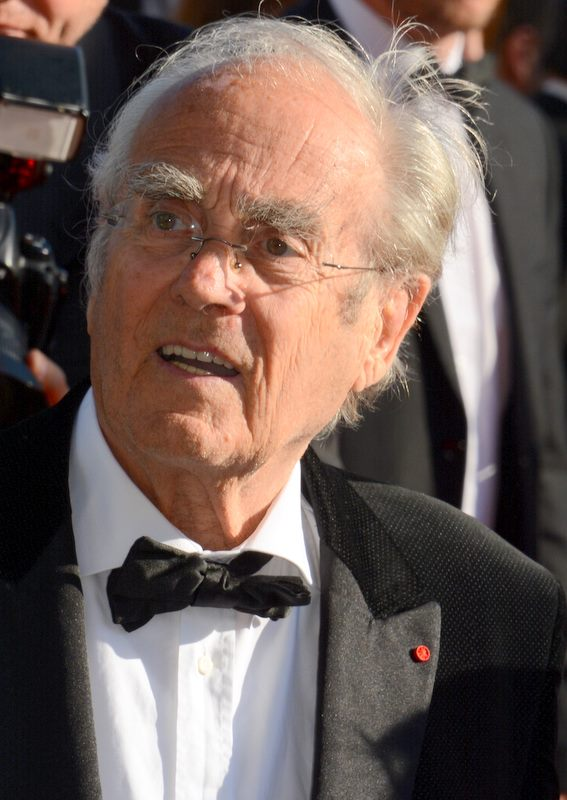
미셸 르그랑

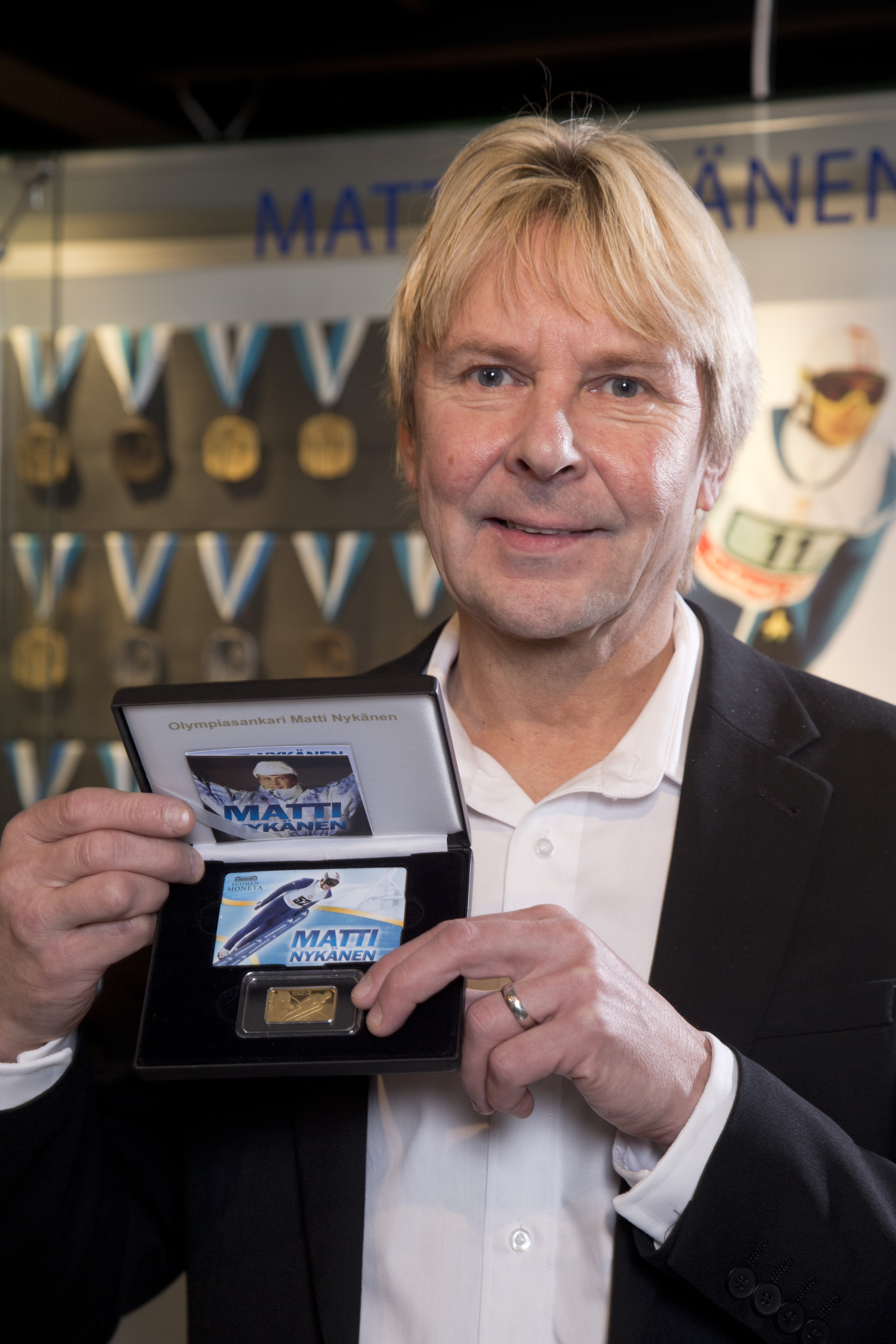
마티 뉘캐넨

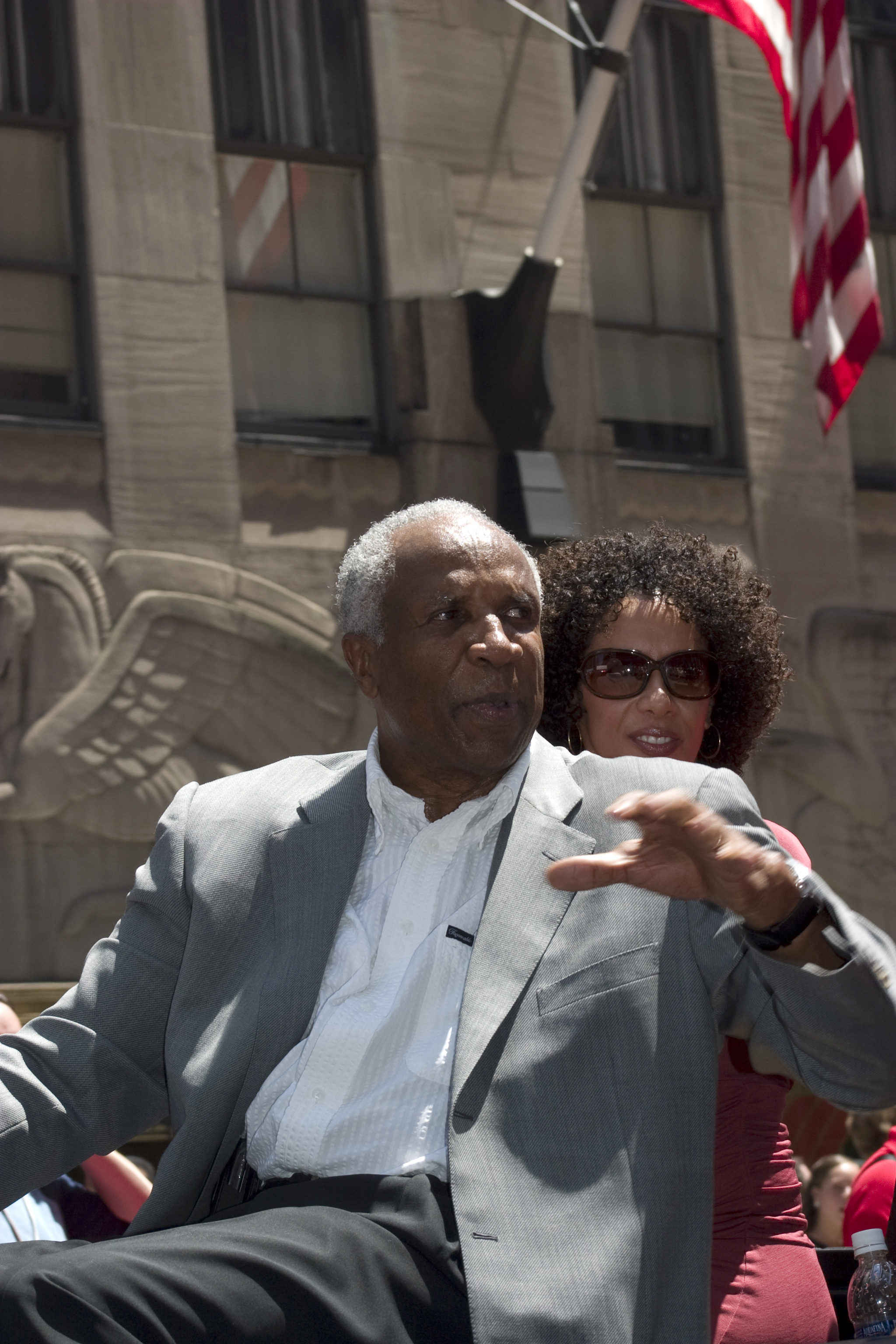
프랭크 로빈슨

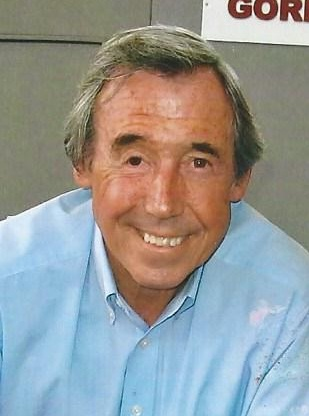
고든 뱅크스

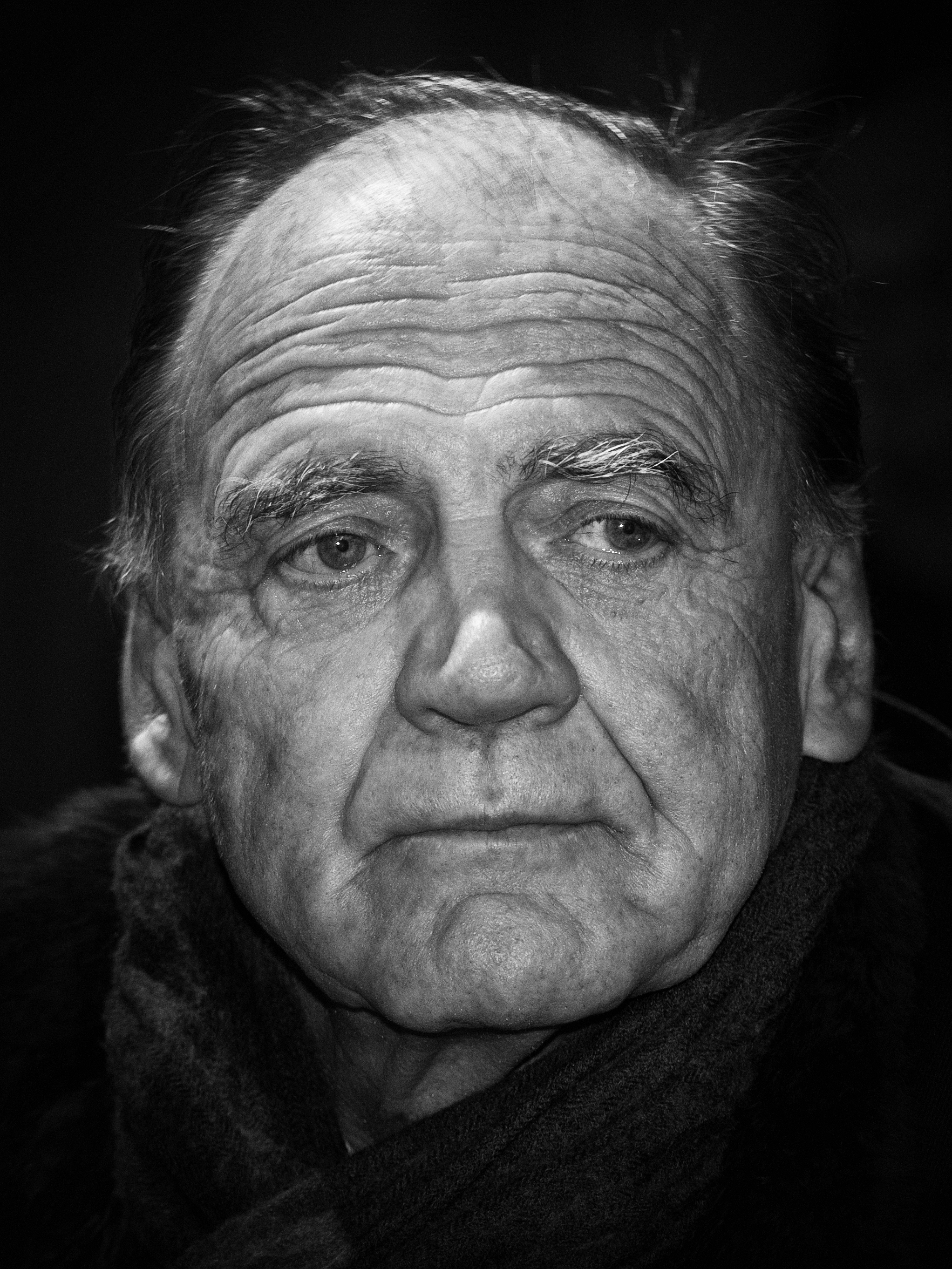
브루노 간츠

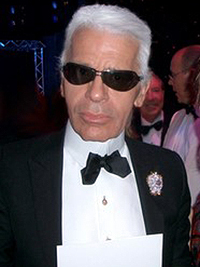
칼 라거펠트

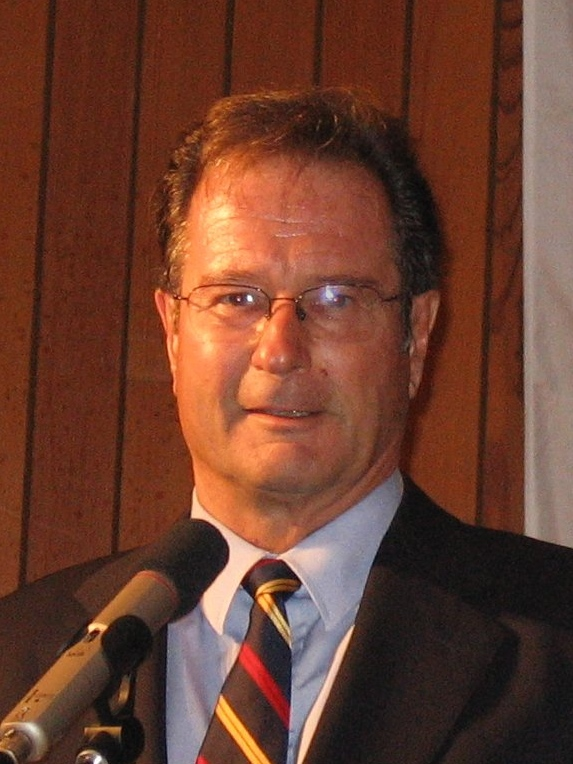
클라우스 킹켈

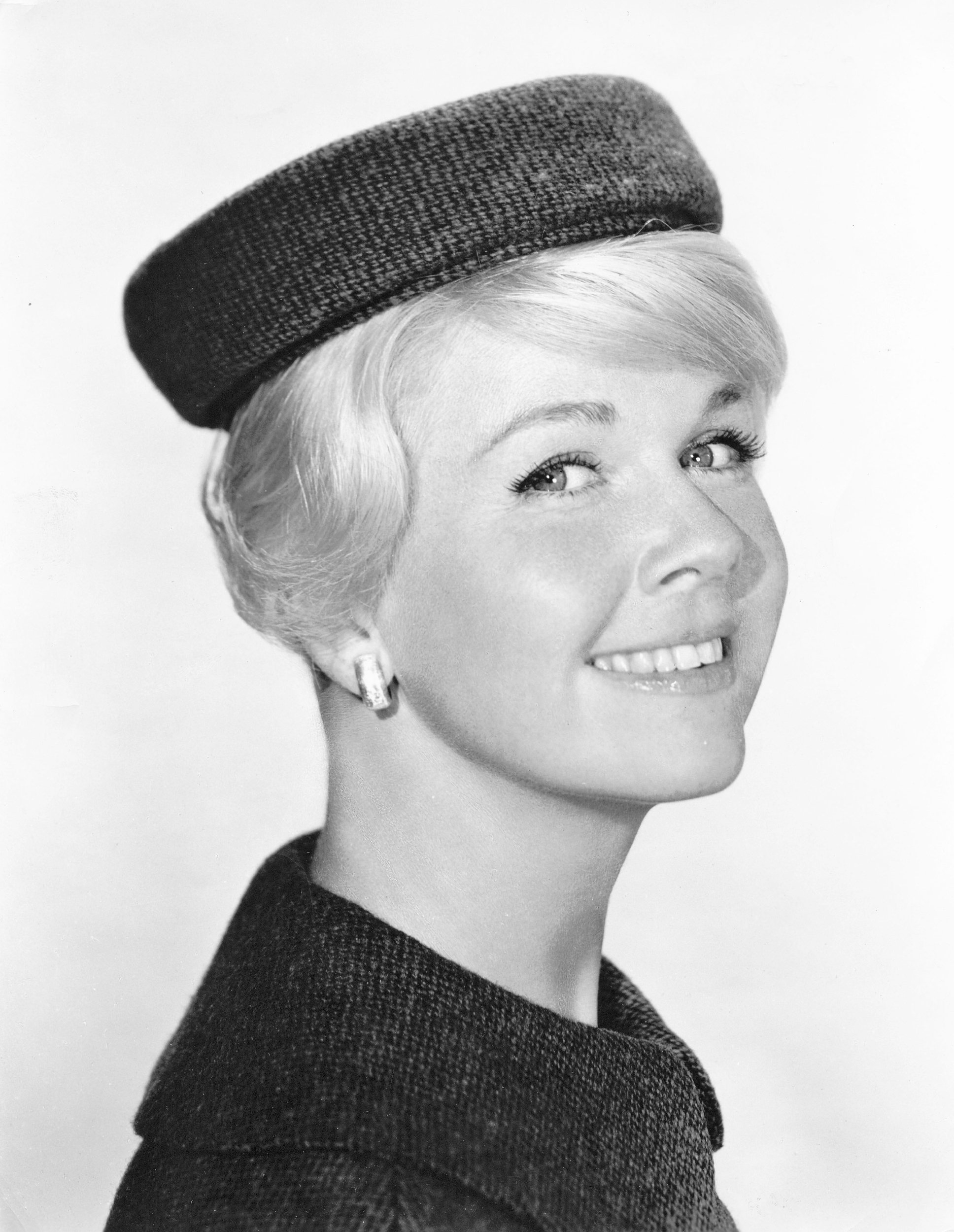
도리스 데이

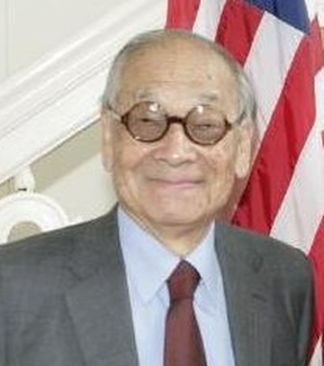
I. M. 페이

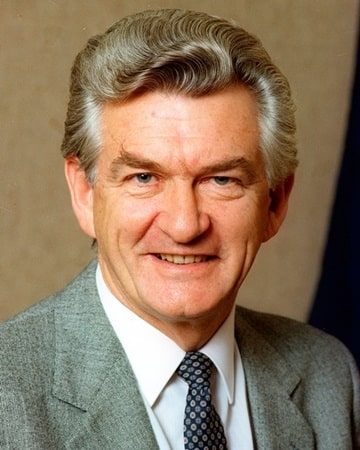
밥 호크

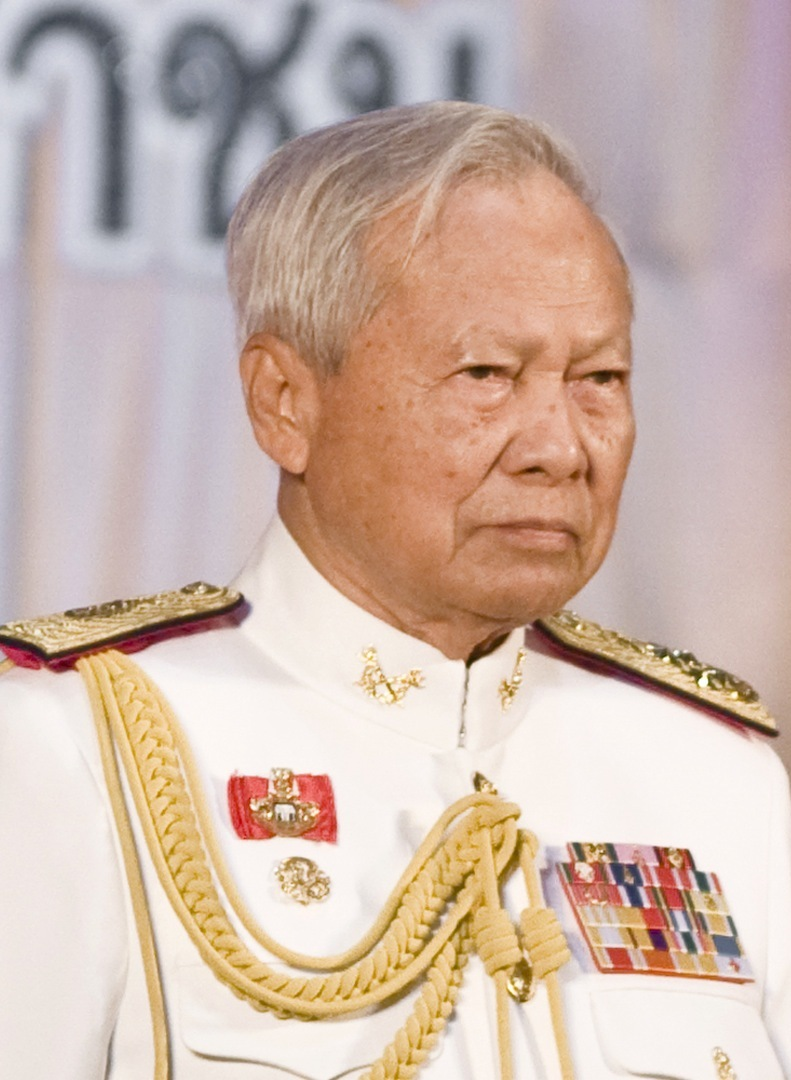
쁘렘 띤나술라논

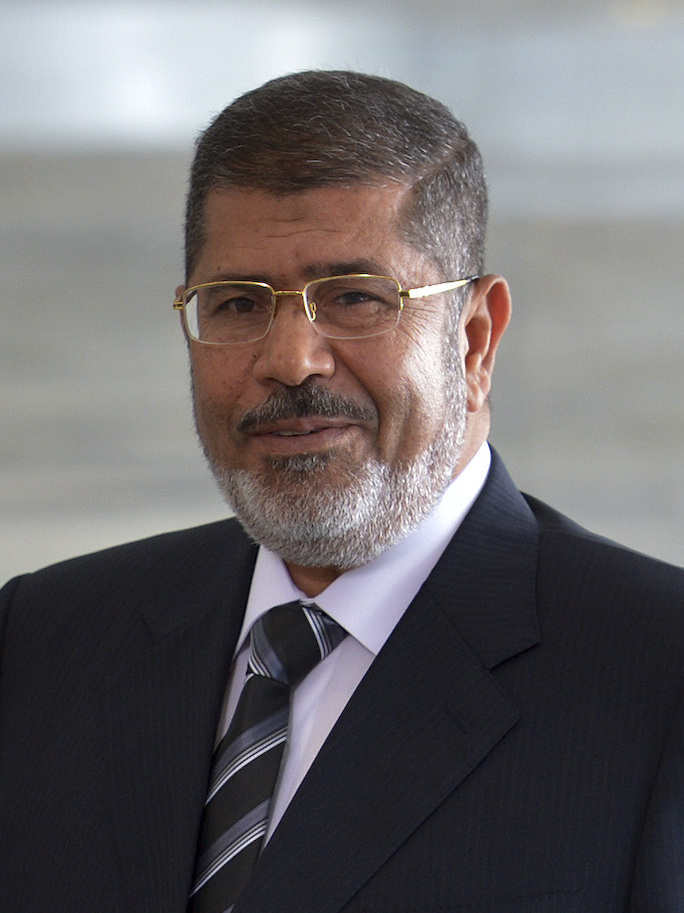
무함마드 무르시

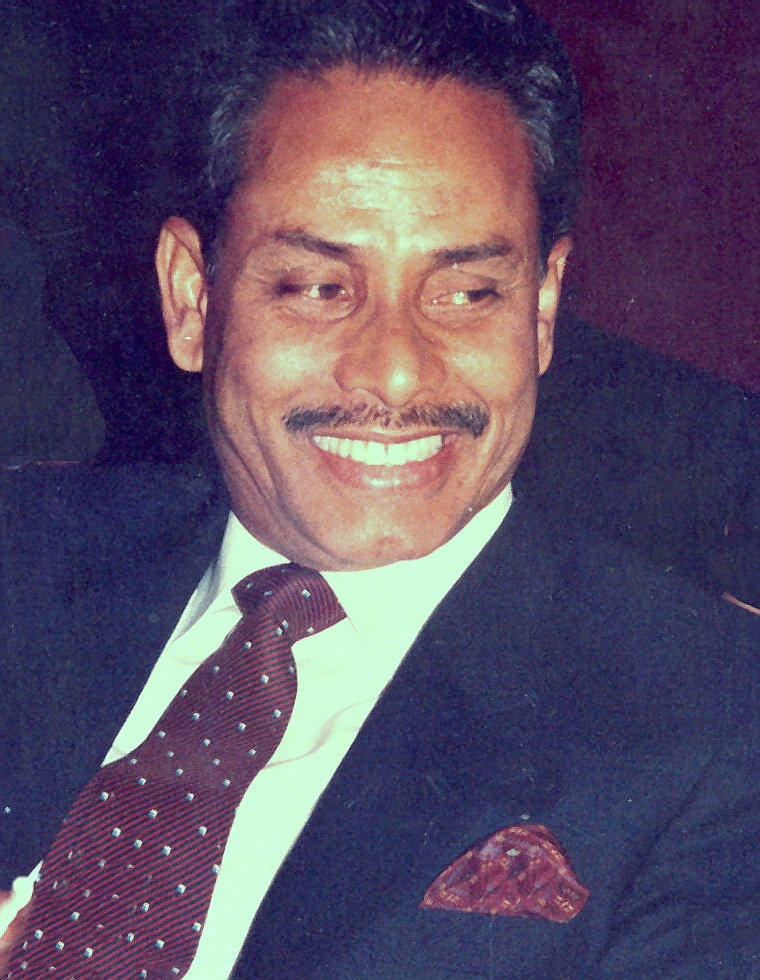
후세인 무하메드 에르샤드

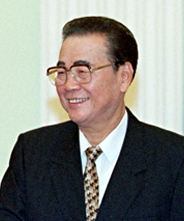
리펑

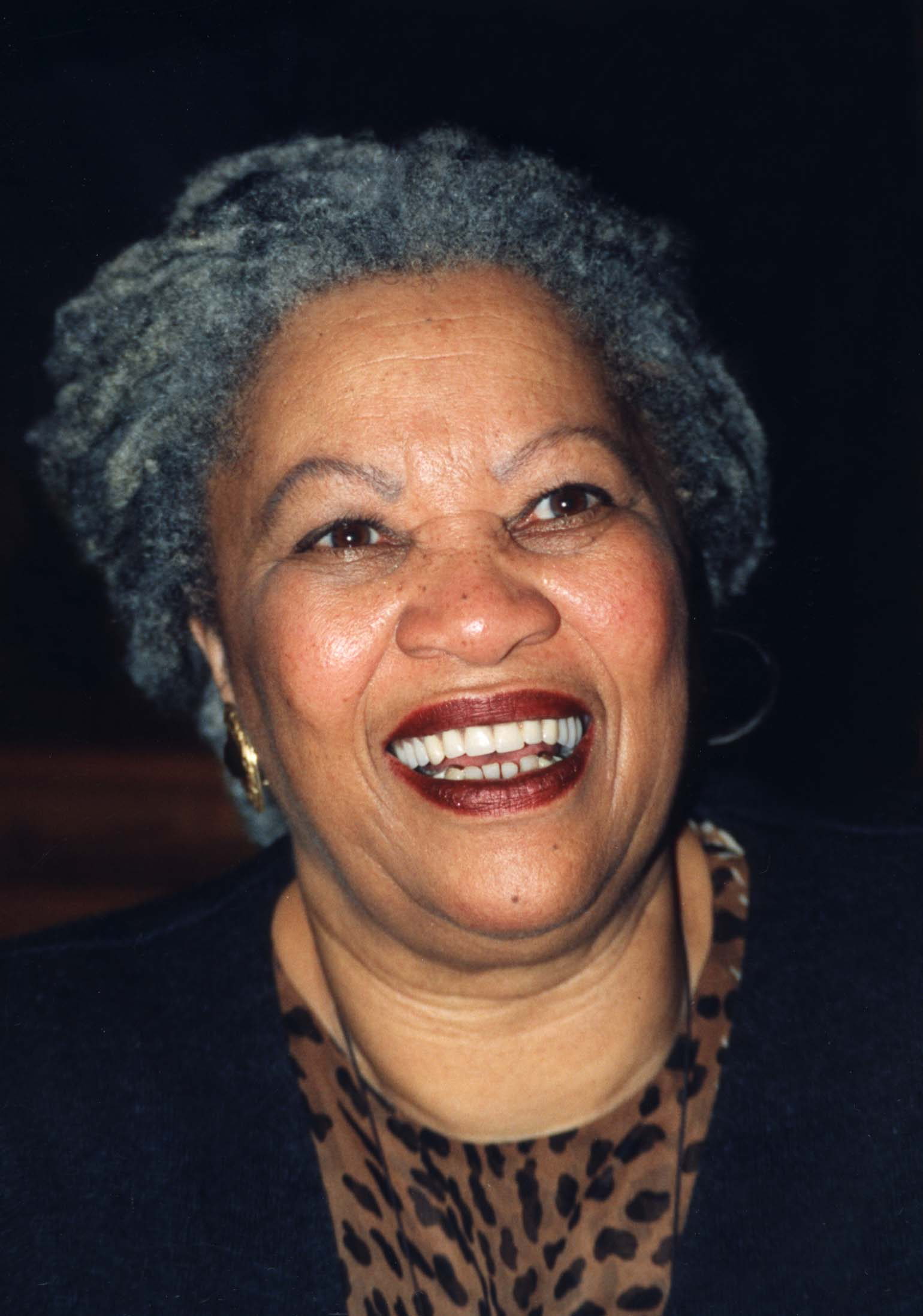
토니 모리슨

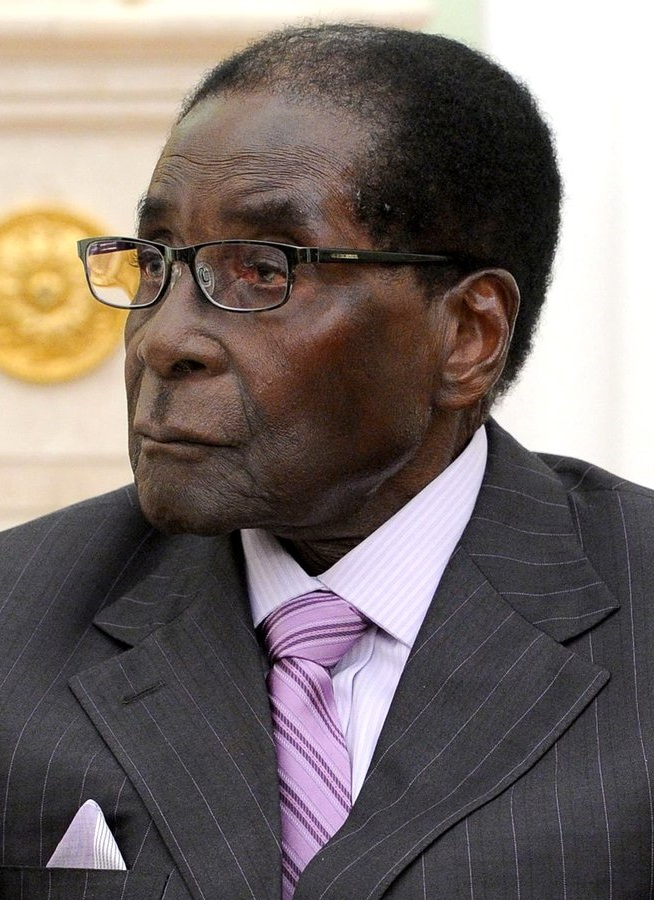
로버트 무가베

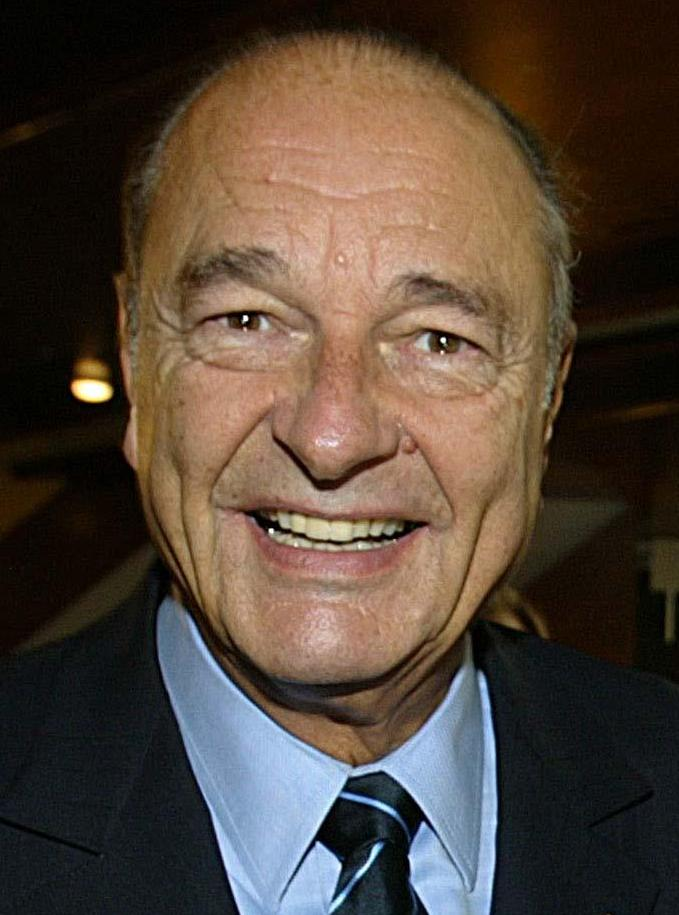
자크 시라크

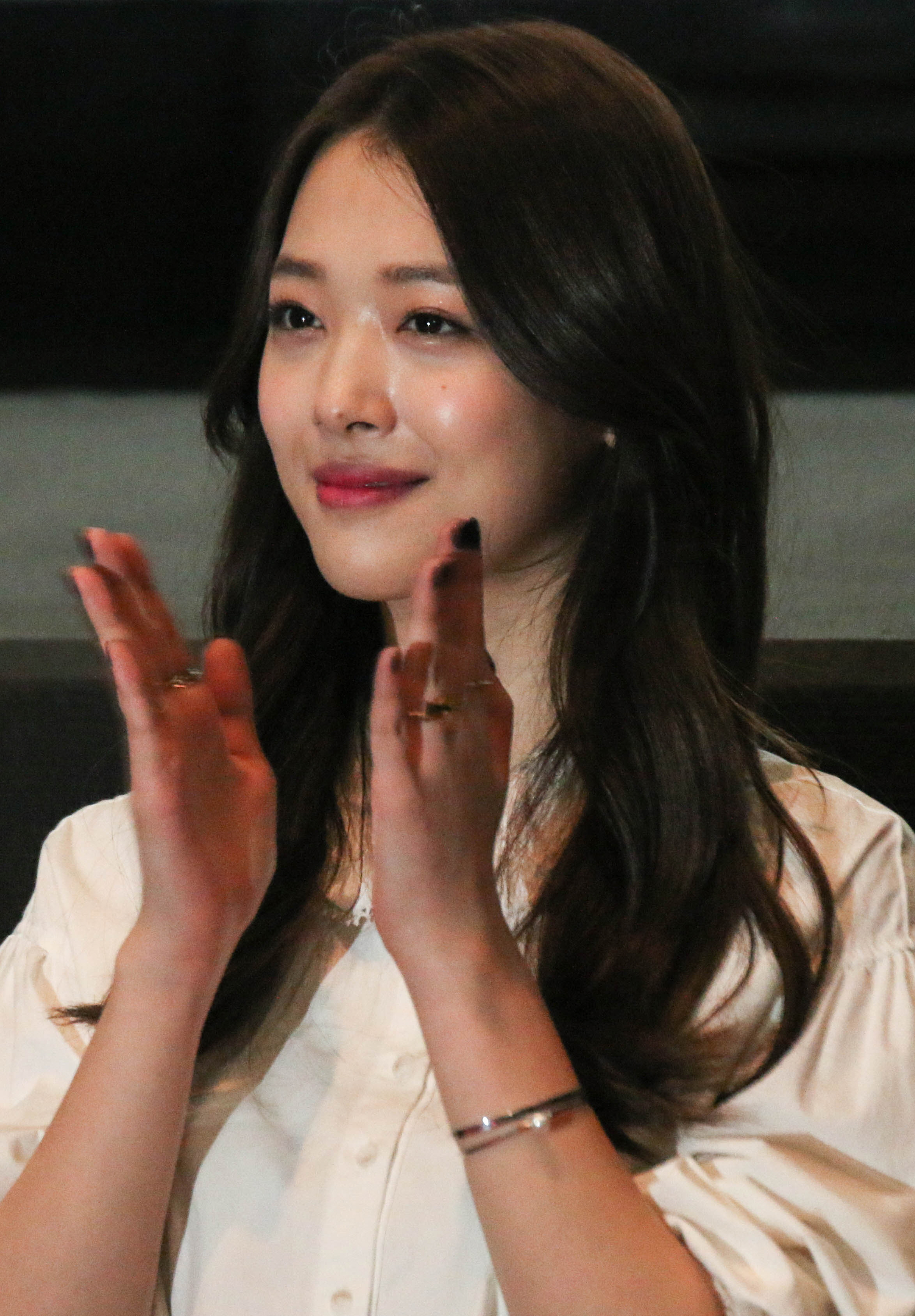
설리

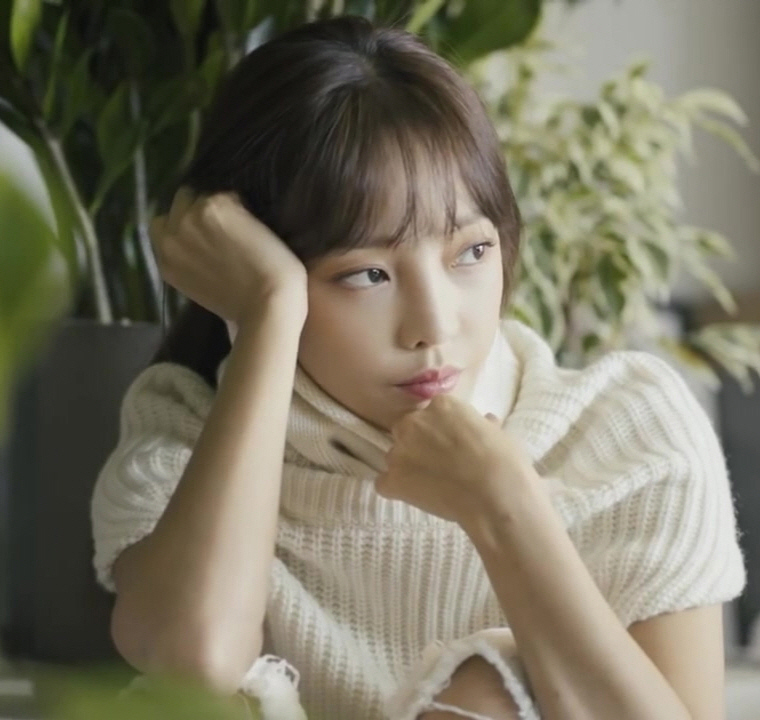
구하라

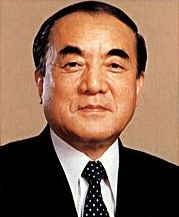
나카소네 야스히로

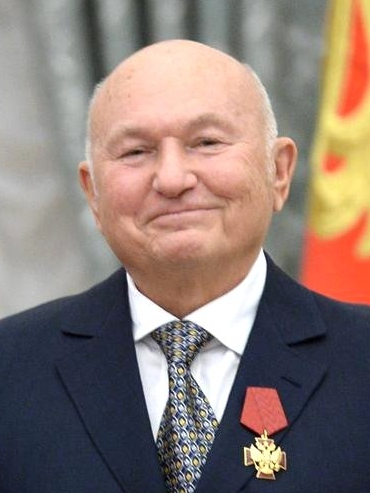
유리 루시코프

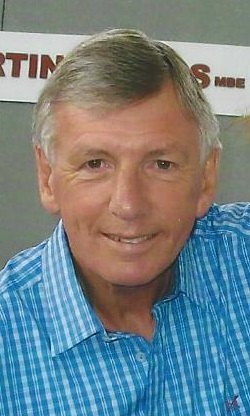
마틴 피터스

### 1월
- 1월 2일 - 대한민국의 군인 김철우
- 1월 3일 - 중화인민공화국의 범죄자 가오청융
- 1월 4일 - 영국의 작가 존 버닝햄
- 1월 5일
  - 대한민국의 배우 하용수
  - 구 유고슬라비아의 전 축구선수 및 지도자 드라고슬라브 셰쿨라라츠
- 1월 7일 - 대한민국의 가수 진형
- 1월 11일 - 영국의 수학자 마이클 아티야
- 1월 14일 - 폴란드의 정치인 파베우 아다모비치
- 1월 15일 - 미국의 배우 캐럴 채닝
- 1월 17일 - 수단의 정치인 바비케르 아와달라
- 1월 20일 - 타이완의 산악인 우지윈
- 1월 21일
  - 프랑스의 귀족 앙리 도를레앙
  - 아르헨티나의 축구선수 에밀리아노 살라
- 1월 26일 - 프랑스의 음악가 미셸 르그랑
- 1월 28일 - 대한민국의 인권운동가 김복동
- 1월 29일 - 미국의 싱어송라이터 제임스 잉그램
- 1월 30일 - 대한민국의 기업인 이인희
- 1월 31일 - 대한민국의 기업인 김만제

### 2월
- 2월 1일 - 일본의 성우 아리모토 킨류
- 2월 4일
  - 대한민국의 의사 윤한덕
  - 핀란드의 스키점프선수 마티 뉘캐넨
- 2월 6일
  - 대한민국의 배우 남영진
  - 독일의 물리학자 만프레트 아이겐
- 2월 7일
  - 대한민국의 외교관 주철기
  - 미국의 야구선수 프랭크 로빈슨
  - 잉글랜드의 영화배우 앨버트 피니
- 2월 8일 - 대한민국의 정치인 장승태
- 2월 9일
  - 프랑스의 작가 토미 웅거러
  - 미국의 영화배우 카멘 아젠지아노
- 2월 10일 - 대한민국의 공무원 추경석
- 2월 11일 - 아프가니스탄의 정치인 시브가툴라 모자데디
- 2월 12일 - 잉글랜드의 축구선수 고든 뱅크스
- 2월 15일 - 미국의 배우 리 라지윌
- 2월 16일 - 스위스의 배우 브루노 간츠
- 2월 17일
  - 대한민국의 기업인 이진설
  - 일본의 배우 사사키 스미에
- 2월 18일 - 이탈리아의 디자이너 알레산드로 멘디니
- 2월 19일 - 독일의 디자이너 카를 라거펠트
- 2월 21일 - 미국의 영화감독 스탠리 도넌
- 2월 23일
  - 대한민국의 무용가 김금화
  - 미국의 영화배우 캐서린 헬몬드
- 2월 24일 - 콩고민주공화국의 정치인 앙투안 기젱가
- 2월 25일
  - 대한민국의 스피드 스케이팅 선수 이영하
  - 독일의 헌법학자 에른스트볼프강 뵈켄푀르데
- 2월 27일 - 셰이셸의 제2대 대통령 프랑스알베르 르네
- 2월 28일 - 미국의 지휘자 앙드레 프레빈

### 3월
- 3월 1일
  - 대한민국의 의사 조운해
  - 러시아의 물리학자 조레스 알표로프
  - 아일랜드의 건축가 케빈 로치
- 3월 3일 - 대한민국의 기업인 박용곤
- 3월 4일
  - 미국의 영화배우 루크 페리
  - 독일의 정치인 클라우스 킹켈
  - 중화인민공화국의 정치인 마오즈융
- 3월 5일 - 대한민국의 법조인 손지열
- 3월 6일 - 대한민국의 생화학자 이태령
- 3월 8일 - 대한민국의 기초의회의원 이성희
- 3월 9일
  - 대한민국의 목사 문동환
  - 대한민국의 권투선수 허영모
- 3월 12일 - 대한민국의 변호사 김연태
- 3월 14일 - 벨기에의 추기경 고드프리드 다넬스
- 3월 15일 - 나이지리아의 대학교수 오쿠이 엔위저
- 3월 16일 - 모리타니의 군인 모하메드 마무드 울드 룰리
- 3월 23일 - 우즈베키스탄의 프리스타일 스키 선수 리나 체랴조바
- 3월 27일 - 일본의 야구선수 곤도 아키히토
- 3월 28일 - 일본의 화학자 나카니시 고지
- 3월 29일
  - 프랑스의 영화감독 아녜스 바르다
  - 미국의 정치가, 뉴어크의 첫 흑인 시장 케네스 A. 깁슨

### 4월
- 4월 1일 - 미국의 소설가 본다 N. 매킨타이어
- 4월 5일
  - 대한민국의 배우 이일재
  - 남아프리카공화국의 생물학자 시드니 브레너
- 4월 6일 - 미국의 물리학자 데이비드 사울레스
- 4월 7일 - 미국의 영화배우 시모어 카셀
- 4월 8일
  - 대한민국의 기업인 조양호
  - 러시아의 정치인 바실리 리하초프
- 4월 9일 - 대한민국의 정치인 안찬희
- 4월 12일 - 미국의 영화배우 조지아 엥글
- 4월 13일
  - 벨기에 출신의 대한민국의 로마 가톨릭 신부 지정환
  - 핀란드의 크로스컨트리 스키선수 뤼디아 비데만
  - 미국의 신경과학자 폴 그린가드
- 4월 14일 - 스웨덴의 배우 비비 안데르손
- 4월 16일 - 오스트리아의 피아니스트 외르크 데무스
- 4월 17일 - 페루의 제93대 대통령 알란 가르시아
- 4월 18일 - 중국의 민주화 운동가 장젠
- 4월 19일 - 일본의 변호사 야스오카 오키하루
  - 대한민국의 국가유공자 노육환
- 4월 20일
  - 대한민국의 정치인 김홍일
  - 도미니카공화국의 야구선수 브라울리오 라라
- 4월 21일
  - 대한민국의 배우 구본임
  - 미국의 영화배우 켄 커처벌
- 4월 22일 - 베트남의 정치인 레득아인
- 4월 23일 - 룩셈부르크의 대공 장
- 4월 25일
  - 대한민국의 정치인 백승홍
  - 미국의 농구선수 존 하블리첵
- 4월 27일 - 대한민국의 화가 이원좌
- 4월 28일 - 미국의 영화감독 존 싱글턴
- 4월 30일
  - 대한민국의 기업인 김명규
  - 프랑스의 영화배우 아네몬
  - 잉글랜드의 영화배우 피터 메이휴

### 5월
- 5월 1일 - 이탈리아의 영화배우 알레산드라 파나로
- 5월 3일 - 일본의 수학자 시무라 고로
- 5월 6일
  - 대한민국의 배우 한지성
  - 대한민국의 극작가 유호
  - 대한민국의 교육자 서한샘
  - 스페인의 축구선수 안드레스 훙케라
- 5월 7일 - 캐나다의 철학자 장 바니에
- 5월 11일 - 미국의 배우, 모델 페기 립턴
- 5월 12일 - 일본의 배우 쿄 마치코
- 5월 13일
  - 대한민국의 패션디자이너 김영세
  - 미국의 가수 도리스 데이
- 5월 14일
  - 미국의 영화배우 팀 콘웨이
  - 미국의 고양이 그럼피 캣
- 5월 15일 - 미국의 건축가 I. M. 페이
- 5월 16일
  - 미국의 작사가 미크 미셸
  - 호주의 제23대 총리 밥 호크
  - 미국의 프로레슬링선수 애슐리 마사로
- 5월 17일 - 미국의 소설가 허먼 워크
- 5월 18일 - 대한민국의 공무원 권영각
- 5월 23일 - 대한민국의 정치인 허창옥
- 5월 24일 - 미국의 물리학자 머리 겔만
- 5월 25일 - 대한민국의 정치인 조진래
- 5월 26일 - 태국의 정치인 쁘렘 띤나술라논
- 5월 29일 - 터키의 레슬링선수 바이람 시트
- 5월 30일 - 미국의 정치인 새드 코크런

### 6월
- 6월 1일 - 스페인의 축구선수 호세 안토니오 레예스
- 6월 2일 - 미국의 정치인 도널드 M. 프레이저
- 6월 4일 - 유럽축구연맹(UEFA) 제5대 회장 렌나르트 요한손
- 6월 6일 - 미국의 싱어송라이터 닥터 존
- 6월 7일 - 미국의 영화배우 줄리 페인
- 6월 8일 - 브라질의 가수 앙드레 마토스
- 6월 10일 - 대한민국의 제15대 대통령 김대중의 부인 이희호
- 6월 11일 - 미국의 경제학자 마틴 펠드스타인
- 6월 14일 - 폴란드의 권투 선수 얀 디다크.
- 6월 15일 - 이탈리아의 영화감독 프랑코 제피렐리
- 6월 17일 - 이집트의 제5대 대통령 무함마드 무르시
- 6월 21일 - 키프로스의 제9대 대통령 디미트리스 흐리스토피아스
- 6월 22일
  - 미국의 소설가 주디스 크란츠
  - 브라질의 축구선수 탈리스 리마 지 콘세이상 페냐
- 6월 23일 - 미국의 음악가 데이브 바솔로뮤
- 6월 24일 - 미국의 영화배우 빌리 드래고
- 6월 25일 - 아르헨티나의 배우, 모델 이사벨 사를리
- 6월 26일
  - 프랑스의 영화배우 에디트 스코브
  - 미국의 영화배우 맥스 라이트
- 6월 28일 - 독일의 영화배우 리사 마르티네크
- 6월 29일
  - 대한민국의 배우 전미선
  - 스위스의 축구선수 플로리야나 이스마일리
- 6월 30일
  - 대한민국의 공학자 김영길
  - 미국의 물리학자 미첼 파이겐바움

### 7월
- 7월 1일
  - 미국의 기독교 조직신학자 노만 가이슬러
  - 미국의 야구선수 타일러 스캐그스
- 7월 6일
  - 브라질의 보사노바 연주가 주앙 지우베르투
  - 미국의 배우 캐머런 보이스
- 7월 9일
  - 아르헨티나의 제51대 대통령 페르난도 데 라 루아
  - 미국의 정치인 로스 페로
  - 일본의 연예기획자 자니 키타가와
  - 미국의 배우 립 톤
- 7월 10일 - 이탈리아의 배우 발렌티나 코르테세
- 7월 12일 - 미국의 컴퓨터 과학자 페르난도 J. 코바토
- 7월 13일 - 대한민국의 광역의회의원 윤춘광
- 7월 14일 - 방글라데시의 제9대 대통령 후세인 무하메드 에르샤드
- 7월 16일
  - 대한민국의 정치인 정두언
  - 미국의 대법관 존 폴 스티븐스
  - 영국의 가수 자니 클레그
  - 미국의 윤리학자 대니얼 캘러핸
- 7월 18일
  - 미국의 영화배우 데이비드 헤디슨
  - 일본의 애니메이션 감독 타케모토 야스히로
- 7월 19일
  - 중국의 가수 야오리
  - 아르헨티나의 건축가 시저 펠리
  - 네덜란드의 배우 루트거 하우어
- 7월 20일
  - 이탈리아의 영화배우 일라리아 오키니
  - 쿠바의 시인 로베르토 페르난데스 레타마르
- 7월 22일
  - 일본의 외교관 아마노 유키야
  - 중화인민공화국의 정치인 리펑
- 7월 24일
  - 대한민국의 시인 황병승
  - 대한민국의 영화감독 남기남
- 7월 25일 - 튀니지의 제11대 대통령 베지 카이드 에셉시
- 7월 26일 - 미국의 성우 루시 테일러
- 7월 27일 - 미국의 물리학자 존 로버트 슈리퍼
- 7월 29일
  - 대한민국의 프로게이머 박경락
  - 대한민국의 군인·정치인 천영성
- 7월 31일 - 대한민국의 성우 박일

### 8월
- 8월 1일
  - 미국의 프로레슬링선수 할리 레이스
  - 일본의 황족 오규 기요코
- 8월 3일 - 대한민국의 기업인 이민화
- 8월 4일 - 캄보디아의 정치인 누온 찌어
- 8월 5일
  - 미국의 소설가 토니 모리슨
  - 홍콩의 영화배우 샤핑
- 8월 6일 - 인도의 정치인 수시마 스와라지
- 8월 7일 - 미국의 물리학자 캐리 멀리스
- 8월 9일 - 코트디부아르의 축구선수 아부바카르 디오망데
- 8월 10일 - 이탈리아의 디자이너 피에로 토시
- 8월 11일
  - 대한민국의 바둑기사 이봉근
  - 대한민국의 기업인 변탁
  - 온두라스의 축구선수 왈테르 마르티네스
- 8월 15일 - 대한민국의 군인 이병문
- 8월 16일 - 미국의 영화배우 피터 폰다
- 8월 21일 - 대한민국의 기자 이용마
- 8월 23일 - 대한민국의 교육자 송자
- 8월 27일 - 감비아의 정치인 다우다 자와라
- 8월 30일
  - 대한민국의 소설가 박태순
  - 미국의 영화배우 밸러리 하퍼
- 8월 31일 - 미국의 사회학자 이매뉴얼 월러스틴

### 9월
- 9월 2일
  - 대한민국의 성우 이완호
  - 일본의 축구선수 마쓰모토 교지
- 9월 3일
  - 대한민국의 농구선수 정재홍
  - 대한민국의 작가 이희우
  - 대한민국의 변호사 신창언
  - 노르웨이의 바이애슬론 선수 할바르 하네볼
- 9월 6일
  - 대한민국의 그래픽 디자이너 조영제
  - 짐바브웨의 제2대 대통령 로버트 무가베
- 9월 8일 - 대한민국의 만화가 김성환
- 9월 9일 - 미국의 사진가 로버트 프랭크
- 9월 11일 - 인도네시아의 제3대 대통령 바하루딘 유숩 하비비
- 9월 13일
  - 미국의 가수 에디 머니
  - 헝가리의 수필가, 소설가 콘라드 죄르지
- 9월 15일 - 미국의 가수 릭 오케이섹
- 9월 19일
  - 튀니지의 제5~9대 대통령 제인 엘아비디네 벤 알리
  - 미국의 기업인 배런 힐튼
- 9월 21일 - 대한민국의 가수 우혜미
- 9월 23일 - 미국의 농구선수 안드레 에밋
- 9월 24일 - 대한민국의 배우 송영학
- 9월 25일
  - 대한민국의 군인 노재현
  - 오스트리아의 피아니스트 파울 바두라스코다
- 9월 26일 - 프랑스의 제22대 대통령 자크 시라크
- 9월 30일 - 미국의 성악가 제시 노먼

### 10월
- 10월 1일 - 체코의 가수 카렐 고트
- 10월 2일 - 구 소련의 근대5종 선수 한노 셀그
- 10월 4일 - 미국의 영화배우 다이앤 캐럴
- 10월 5일 - 이탈리아의 가수 마르첼로 조르다니
- 10월 6일
  - 일본의 야구선수 가네다 마사이치
  - 영국의 가수 진저 베이커
- 10월 9일
  - 대한민국의 소설가 구인환
  - 스페인의 테니스선수 안드레스 히메노
- 10월 10일 - 프랑스의 영화배우 마리조제 나트
- 10월 11일
  - 러시아의 우주비행사 알렉세이 레오노프
  - 미국의 영화배우 로버트 포스터
- 10월 12일 - 중국의 수학자, 정치인 딩스쑨
- 10월 13일 - 일본의 만화가 아즈마 히데오
- 10월 14일
  - 대한민국의 배우 설리
  - 미국의 문학평론가 해럴드 블룸
- 10월 15일 - 대한민국의 권투선수 송순천
- 10월 16일 - 대한민국의 기업인 왕상은
- 10월 17일 - 베트남의 공무원 레하이안
- 10월 21일 - 대한민국의 제18대 국무총리 노신영
- 10월 22일 - 독일의 작곡가 한스 첸더
- 10월 25일 - 대한민국의 군인 공정식
- 10월 26일 - 이슬람 국가의 지도자 아부 바크르 알바그다디
- 10월 27일 - 대한민국의 애국지사 방경한
- 10월 29일 - 대한민국의 노동자이자 문재인의 모친 강한옥

### 11월
- 11월 1일 - 대한민국의 싱어송라이터 함중아
- 11월 2일 - 프랑스의 영화배우 마리 라포레트
- 11월 3일 - 대한민국의 국회의원 전정구
- 11월 6일 - 대한민국의 국회의원 채영철
- 11월 8일 - 대한민국의 정치인 김무연
- 11월 9일 - 대한민국의 신부 박홍
- 11월 12일
  - 대한민국의 작곡가 손석우
  - 대한민국의 신부 차동엽
  - 일본의 축구선수 다구치 미쓰히사
- 11월 15일 - 미국의 육상선수 해리슨 딜러드
- 11월 19일 - 대한민국의 군인 강기천
- 11월 23일 - 대한민국의 야구선수 김성훈
- 11월 24일 - 대한민국의 가수 구하라
- 11월 26일
  - 대한민국의 기초의회의원 윤광준
  - 스위스의 축구감독 야코프 쿤
- 11월 27일
  - 대한민국의 철학자 김재권
  - 대만의 영화배우 고이상
- 11월 28일 - 네덜란드의 축구감독 핌 베어벡
- 11월 29일
  - 일본의 정치인 나카소네 야스히로
  - 일본의 성우 이노우에 마키오
- 11월 30일 - 라트비아의 지휘자 마리스 얀손스

### 12월
- 12월 1일
  - 대한민국의 가수 정동권
  - 미국의 영화배우 셸리 모리슨
- 12월 3일
  - 대한민국의 문화기관단체인 차길진
  - 대한민국의 배우 차인하
- 12월 5일 - 대한민국의 공무원 정경진
- 12월 6일 - 불가리아의 배우 스토얀카 무타포바.
- 12월 7일 - 대한민국의 민주운동가 오종렬
- 12월 8일
  - 미국의 경제학자 폴 볼커
  - 미국의 가수 주스 월드
  - 미국의 영화배우 러네이 오베어전와
- 12월 9일 - 대한민국의 기업인 김우중
- 12월 10일
  - 대한민국의 가수 이해연
  - 러시아의 정치인 유리 루시코프
- 12월 11일 - 대한민국의 국회의원 오세응
- 12월 12일
  - 미국의 영화배우 대니 아엘로
  - 뉴질랜드의 육상선수 피터 스넬
- 12월 13일 - 미국의 정치인 리처드 G. 해처
- 12월 14일
  - 대한민국의 기업인 구자경
  - 덴마크의 영화배우 아나 카리나
  - 미국의 은행가 펠릭스 로하틴
- 12월 16일 - 대한민국의 군인 이기백
- 12월 18일 - 프랑스의 싱어송라이터 알랭 바리에르
- 12월 20일
  - 대한민국의 영화배우 전계현
  - 독일의 수영선수 롤란트 마테스
- 12월 21일 - 잉글랜드의 축구선수 마틴 피터스
- 12월 24일 - 대한민국의 행정학자 김광웅
- 12월 26일 - 미국의 영화배우 수 라이언
- 12월 30일 - 미국의 산업디자이너 시드 미드
- 12월 31일 - 일본의 야구선수 이노우에 요시오

## 노벨상
- 물리학상 - 제임스 피블스, 미셸 마요르, 디디에 쿠엘로
- 화학상 - 존 구디너프, 스탠리 휘팅엄, 요시노 아키라
- 생리학·의학상 - 윌리엄 G. 카엘린, 그렉 세멘자, 피터 J. 락클리프
- 문학상 - 페터 한트케
- 평화상 - 아비 아머드
- 경제학상 - 마이클 크레이머, 아비짓 바너지, 에스테르 뒤플로

## 달력
| 1월 |    |    |    |    |    |    |
| 일  | 월 | 화 | 수 | 목 | 금 | 토 |
|     |    | 1  | 2  | 3  | 4  | 5  |
| 6   | 7  | 8  | 9  | 10 | 11 | 12 |
| 13  | 14 | 15 | 16 | 17 | 18 | 19 |
| 20  | 21 | 22 | 23 | 24 | 25 | 26 |
| 27  | 28 | 29 | 30 | 31 |    |    |

| 2월 |    |    |    |    |    |    |
| 일  | 월 | 화 | 수 | 목 | 금 | 토 |
|     |    |    |    |    | 1  | 2  |
| 3   | 4  | 5  | 6  | 7  | 8  | 9  |
| 10  | 11 | 12 | 13 | 14 | 15 | 16 |
| 17  | 18 | 19 | 20 | 21 | 22 | 23 |
| 24  | 25 | 26 | 27 | 28 |    |    |

| 3월 |    |    |    |    |    |    |
| 일  | 월 | 화 | 수 | 목 | 금 | 토 |
|     |    |    |    |    | 1  | 2  |
| 3   | 4  | 5  | 6  | 7  | 8  | 9  |
| 10  | 11 | 12 | 13 | 14 | 15 | 16 |
| 17  | 18 | 19 | 20 | 21 | 22 | 23 |
| 24  | 25 | 26 | 27 | 28 | 29 | 30 |
| 31  |    |    |    |    |    |    |

| 4월 |    |    |    |    |    |    |
| 일  | 월 | 화 | 수 | 목 | 금 | 토 |
|     | 1  | 2  | 3  | 4  | 5  | 6  |
| 7   | 8  | 9  | 10 | 11 | 12 | 13 |
| 14  | 15 | 16 | 17 | 18 | 19 | 20 |
| 21  | 22 | 23 | 24 | 25 | 26 | 27 |
| 28  | 29 | 30 |    |    |    |    |

| 5월 |    |    |    |    |    |    |
| 일  | 월 | 화 | 수 | 목 | 금 | 토 |
|     |    |    | 1  | 2  | 3  | 4  |
| 5   | 6  | 7  | 8  | 9  | 10 | 11 |
| 12  | 13 | 14 | 15 | 16 | 17 | 18 |
| 19  | 20 | 21 | 22 | 23 | 24 | 25 |
| 26  | 27 | 28 | 29 | 30 | 31 |    |

| 6월 |    |    |    |    |    |    |
| 일  | 월 | 화 | 수 | 목 | 금 | 토 |
|     |    |    |    |    |    | 1  |
| 2   | 3  | 4  | 5  | 6  | 7  | 8  |
| 9   | 10 | 11 | 12 | 13 | 14 | 15 |
| 16  | 17 | 18 | 19 | 20 | 21 | 22 |
| 23  | 24 | 25 | 26 | 27 | 28 | 29 |
| 30  |    |    |    |    |    |    |

| 7월 |    |    |    |    |    |    |
| 일  | 월 | 화 | 수 | 목 | 금 | 토 |
|     | 1  | 2  | 3  | 4  | 5  | 6  |
| 7   | 8  | 9  | 10 | 11 | 12 | 13 |
| 14  | 15 | 16 | 17 | 18 | 19 | 20 |
| 21  | 22 | 23 | 24 | 25 | 26 | 27 |
| 28  | 29 | 30 | 31 |    |    |    |

| 8월 |    |    |    |    |    |    |
| 일  | 월 | 화 | 수 | 목 | 금 | 토 |
|     |    |    |    | 1  | 2  | 3  |
| 4   | 5  | 6  | 7  | 8  | 9  | 10 |
| 11  | 12 | 13 | 14 | 15 | 16 | 17 |
| 18  | 19 | 20 | 21 | 22 | 23 | 24 |
| 25  | 26 | 27 | 28 | 29 | 30 | 31 |

| 9월 |    |    |    |    |    |    |
| 일  | 월 | 화 | 수 | 목 | 금 | 토 |
| 1   | 2  | 3  | 4  | 5  | 6  | 7  |
| 8   | 9  | 10 | 11 | 12 | 13 | 14 |
| 15  | 16 | 17 | 18 | 19 | 20 | 21 |
| 22  | 23 | 24 | 25 | 26 | 27 | 28 |
| 29  | 30 |    |    |    |    |    |

| 10월 |    |    |    |    |    |    |
| 일   | 월 | 화 | 수 | 목 | 금 | 토 |
|      |    | 1  | 2  | 3  | 4  | 5  |
| 6    | 7  | 8  | 9  | 10 | 11 | 12 |
| 13   | 14 | 15 | 16 | 17 | 18 | 19 |
| 20   | 21 | 22 | 23 | 24 | 25 | 26 |
| 27   | 28 | 29 | 30 | 31 |    |    |

| 11월 |    |    |    |    |    |    |
| 일   | 월 | 화 | 수 | 목 | 금 | 토 |
|      |    |    |    |    | 1  | 2  |
| 3    | 4  | 5  | 6  | 7  | 8  | 9  |
| 10   | 11 | 12 | 13 | 14 | 15 | 16 |
| 17   | 18 | 19 | 20 | 21 | 22 | 23 |
| 24   | 25 | 26 | 27 | 28 | 29 | 30 |

| 12월 |    |    |    |    |    |    |
| 일   | 월 | 화 | 수 | 목 | 금 | 토 |
| 1    | 2  | 3  | 4  | 5  | 6  | 7  |
| 8    | 9  | 10 | 11 | 12 | 13 | 14 |
| 15   | 16 | 17 | 18 | 19 | 20 | 21 |
| 22   | 23 | 24 | 25 | 26 | 27 | 28 |
| 29   | 30 | 31 |    |    |    |    |

### 음양력 대조 일람
| 음력월 | 월건 | 대소 | 음력 1일의 양력 월일 | 음력 1일 간지 |
| ------ | ---- | ---- | -------------------- | ------------- |
| 1월    | 병인 | 대   | 2월 5일              | 계유          |
| 2월    | 정묘 | 소   | 3월 7일              | 계묘          |
| 3월    | 무진 | 대   | 4월 5일              | 임신          |
| 4월    | 기사 | 소   | 5월 5일              | 임인          |
| 5월    | 경오 | 대   | 6월 3일              | 신미          |
| 6월    | 신미 | 소   | 7월 3일              | 신축          |
| 7월    | 임신 | 소   | 8월 1일              | 경오          |
| 8월    | 계유 | 대   | 8월 30일             | 기해          |
| 9월    | 갑술 | 소   | 9월 29일             | 기사          |
| 10월   | 을해 | 대   | 10월 28일            | 무술          |
| 11월   | 병자 | 소   | 11월 27일            | 무진          |
| 12월   | 정축 | 대   | 12월 26일            | 정유          |

### 연휴
- 2018년 12월 29일 (토) ~ 1월 1일 (화) - 새해 첫날 징검다리 연휴 (4일)
- 2월 2일 (토) ~ 2월 6일 (수) - 설날 연휴 (5일)
- 3월 1일 (금) ~ 3월 3일 (일) - 삼일절 연휴 (3일)
- 5월 1일 (수) ~ 5월 6일 (월) - 노동절·어린이날 황금연휴 (6일)
- 6월 6일 (목) ~ 6월 9일 (일) - 현충일 징검다리 연휴 (4일)
- 8월 15일 (목) ~ 8월 18일 (일) - 광복절 징검다리 연휴 (4일)
- 9월 12일 (목) ~ 9월 15일 (일) - 추석 연휴 (4일)
- 10월 3일 (목) ~ 10월 9일 (수) - 개천절·한글날 징검다리 황금연휴 (7일)

## 기념
- 국제 토착어의 해

## 드라마
- 초면에 사랑합니다
- 킬잇
- 아스달 연대기
- 로맨스는 별책부록
- 시크릿 부티크
- 닥터 탐정